# Calvi
Pour les articles homonymes, voir Calvi (homonymie).
Calvi est une commune française située dans le département de la Haute-Corse et le territoire de la collectivité de Corse. Bâtie dans le golfe du même nom, elle se trouve au nord-ouest de l'île et constitue avec l'Île-Rousse l'une des deux agglomérations majeures de Balagne.

## Géographie

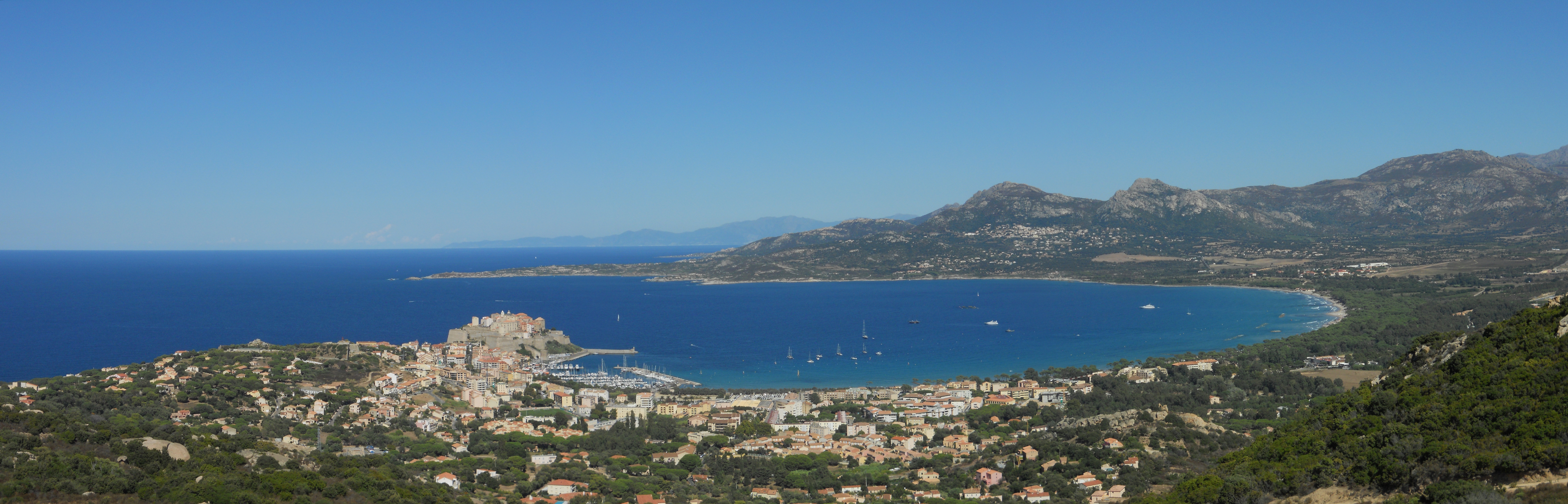
Vue panoramique sur Calvi, le golf, et le port de Calvi, avec au loin les montagnes du cap Corse.

« [...] Calvi, l'une des places principales de la Corse, tant à cause de son ancienneté qu'à cause de la beauté des maisons aussi bien bâties que le comportent les ressources du pays. Il y a quelques années, Calvi comptait environ quatre cents feux ; on y voyait beaucoup de belles maisons avec leurs puits. Il y avait aussi hors de la ville un magnifique faubourg. Mais la dernière guerre a ruiné complètement les maisons extérieures et fort endommagé celles de la ville elle-même. Les rues sont un peu étroites, l'air est excellent, les habitants très polis. Calvi est situé sur une éminence dont la forme ressemble à une balle ronde, et sur le bord de la mer qui l'entoure aux deux tiers. Il y a plusieurs années, l'Office de S. Georges y a fait bâtir une très belle forteresse, laquelle a coûté, au dire de quelques-uns, plus de soixante mille livres de Gênes. »

— Agostino Giustiniani in Dialogo nominato Corsica, traduction Lucien Auguste Letteron in Histoire de la Corse, Description de la Corse - Tome I, p. 21

### Situation
Située à l'extrémité nord-ouest de l'île, face au littoral de la Côte d'Azur, bénéficiant de conditions climatiques favorables et dans un environnement de toute beauté, la petite ville de Calvi occupe une position privilégiée en Corse. Calvi est devenue la capitale économique et touristique de la Balagne et la ville est aujourd'hui un des deux pôles touristiques de la région Corse, l'autre étant Porto-Vecchio.

### Communes limitrophes
| Mer Méditerranée | Mer Méditerranée | Lumio       |
| Mer Méditerranée | Calvi            | Montegrosso |
|                  | Calenzana        | Calenzana   |

### Géologie et relief

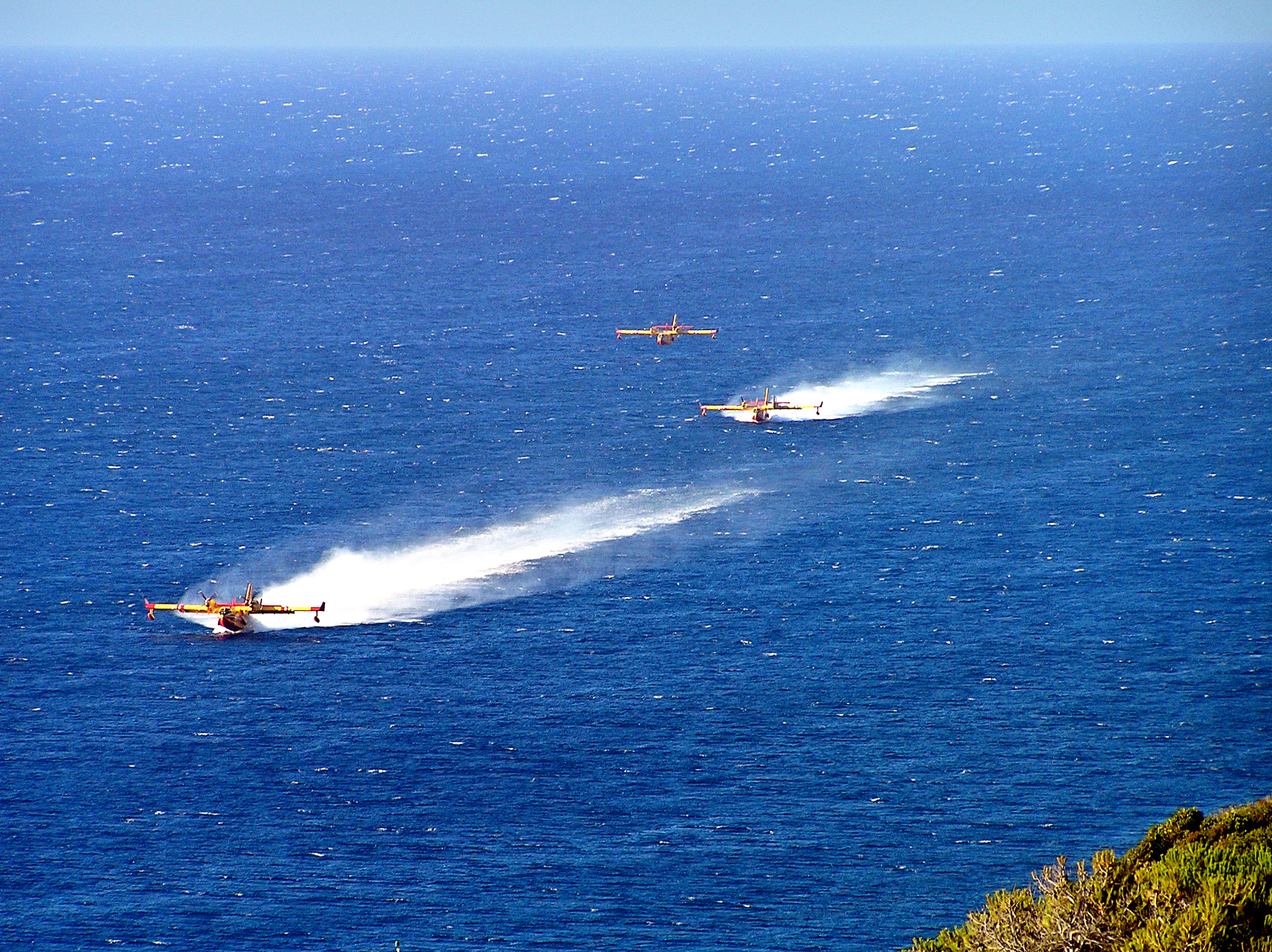
Avions bombardiers d'eau « Pélicans » écopant dans le golfe de la Revellata.

La commune se trouve dans la Corse occidentale cristalline anté-hercynienne et hercynienne, « connue depuis longtemps sous le nom de Pays d'au-delà des monts ». Son sol, fait des intrusions de Calvi et de Porto Agro, est composé de granite sub-alcalin, formé pour l’essentiel par un vaste batholite (formé entre -340 et -240 Ma), issu d’un cycle plutonique carbonifère. Ce magmatisme, probablement lié à la formation de la chaîne Hercynienne (syn-orogénique), a donné des leucogranites (granites blancs de Calvi).
Bordée à l'ouest par le territoire de la commune de Lumio et au sud par celui de Calenzana, le territoire communal, que baigne la mer Méditerranée, comprend une large façade maritime.
- Au nord, le golfe de Calvi (baie de Calvi dans les guides touristiques), est délimité à l'est par la Punta Caldanu (présence d'une tour génoise ruinée) et à l'ouest par la Punta San Francescu. Il baigne la longue plage de La Pinède, les ports de plaisance et de Commerce ainsi que la Citadelle[4] bâtie au bord de l'eau.
- À l'ouest, le golfe de la Revellata entre la Punta San Francescu (pointe Saint-François) et la presqu'île de la Revellata à la pointe de laquelle se trouve un important phare à éclats (phare de la Revellata). Le golfe relativement abrité des vents d'ouest dominants, sert de mouillage pour les plaisanciers à la belle saison. Il est aussi utilisé par les pilotes des bombardiers d'eau (avions Canadair et hélicoptères Skycrane CH-54) pour écoper et pomper l'eau lors de luttes contre les incendies, fréquents vers la fin de l'été sur l'île.
- Au sud enfin, jusqu'à la baie de Nichiareto (Calenzana), peu avant Capo Cavallo et son sémaphore mis en sommeil depuis 1987, c'est un littoral sauvage, une côte déchiquetée et inhospitalière.

Entre la plaine de la Figarella et le littoral occidental, se trouve un maillon du chaînon montagneux du massif de l'Argentella situé plus au sud, sur la commune de Calenzana. Sur Capu di a Veta (703 mètres) le plus haut sommet, une croix en fer avait été érigée en 1964 par des membres du Club alpin autrichien (le club est installé à l'entrée de la ville). Depuis trois autres croix lui ont succédé la dernière, pesant 830 kg, ayant été installée en 2012 avec l'aide d'un hélicoptère. Au nord, dominant la ville du haut de ses 218 mètres d'altitude, ont été bâtis la chapelle Notre-Dame-de-la-Serra et un cimetière.

### Hydrographie
La Figarella est le seul cours d'eau remarquable de la commune. Elle coule à l'est de la commune. Prenant sa source à 1 930 mètres sur les pentes nord de la Muvrella (2 148 m - Calenzana) et après un parcours de 24 km, elle se jette à la mer dans le golfe de Calvi au lieu-dit A foce.

### Climat et végétation
Calvi bénéficie d'un climat méditerranéen aux hivers doux et humides et aux étés chauds et secs.
Du fait de sa situation, la commune ainsi que toute la région de la Balagne sont soumis aux vents du large. Il y pleut faiblement, ce qui explique la sécheresse estivale et les grands incendies qui s'ensuivent chaque année (37 jours par an avec pluie >5 mm). Son doux climat, ses plages blondes, la chaîne de montagnes parmi les plus hautes de Corse qui l'entoure, sa fière citadelle, son passé historique, ses ports et son aéroport international sont les atouts majeurs de son expansion.
La station météorologique de Météo-France installée sur la commune et mise en service en 1960 permet de connaître en continu l'évolution des indicateurs météorologiques. Le tableau détaillé pour la période 1981-2010 est présenté ci-après.
| Mois                                  | jan.            | fév.            | mars            | avril         | mai            | juin           | jui.            | août          | sep.           | oct.            | nov.            | déc.            | année     |
| ------------------------------------- | --------------- | --------------- | --------------- | ------------- | -------------- | -------------- | --------------- | ------------- | -------------- | --------------- | --------------- | --------------- | --------- |
| Température minimale moyenne (°C)     | 4,8             | 4,6             | 6,5             | 8,6           | 12,2           | 15,9           | 18,6            | 18,9          | 16             | 12,9            | 8,9             | 6,1             | 11,2      |
| Température moyenne (°C)              | 9,2             | 9,2             | 11,2            | 13,5          | 17,4           | 21,2           | 24,2            | 24,3          | 21             | 17,5            | 13,2            | 10,3            | 16,1      |
| Température maximale moyenne (°C)     | 13,6            | 13,9            | 15,9            | 18,4          | 22,7           | 26,5           | 29,8            | 29,7          | 26,1           | 22,2            | 17,5            | 14,6            | 20,9      |
| Record de froid (°C) date du record   | −5,6 30.01.1963 | −3,9 24.02.1993 | −4,6 02.03.05   | −0,4 08.04.03 | 3,7 06.05.1987 | 7,5 06.06.1962 | 10,6 01.07.1981 | 12,3 31.08.06 | 7,9 18.09.1971 | 2,6 30.10.1974  | −2,3 24.11.1975 | −4,2 28.12.1996 | −5,6 1963 |
| Record de chaleur (°C) date du record | 23,3 02.01.1962 | 23 03.02.20     | 28,8 21.03.1974 | 32,1 30.04.03 | 36 22.05.09    | 40 22.06.23    | 42,1 29.07.1983 | 40,6 05.08.17 | 37,4 11.09.08  | 32,9 06.10.1981 | 29,8 10.11.1985 | 25,4 16.12.1989 | 42,1 1983 |
| Ensoleillement (h)                    | 135,6           | 155,5           | 206,5           | 233           | 290            | 324,5          | 370,1           | 323,2         | 243,7          | 182,5           | 130,6           | 118,3           | 2 713,4   |
| Précipitations (mm)                   | 56,2            | 44,5            | 57,2            | 69,4          | 41,2           | 35,5           | 8,4             | 27,1          | 61,2           | 79,8            | 109,9           | 77,9            | 668,3     |

L'altitude moyenne de la commune est assez basse, se situant à 81 m ; le climat sec estival et la flore sont de type méditerranéen.
À l'étage thermoméditerranéen, soit de 1 à 100 m d’altitude aux adrets, la saison estivale sèche de deux à trois mois favorise l’olivier sauvage, l’asperge blanche, le lentisque, l’euphorbe arborescente, la clématite, etc. Plus haut, l'étage mésoméditerranéen (de 100 à 1 000 m d’altitude aux adrets, de 0 à 700 m aux ubacs), est caractérisé essentiellement par le chêne vert, les maquis à bruyère et arbousier mais aussi par le chêne-liège et le pin maritime (adret), le chêne pubescent (ubac), le châtaignier ou encore la lavande, le genêt épineux, les cistes et le lentisque.
À noter, sur la place du 1er Bataillon de choc et près de la gare, la présence d'un curieux végétal, le Phytolacca dioica ou Belombra, arbre originaire de la pampa argentine et introduit en Corse vers le milieu du XIXe siècle.

### Voies de communication et transports

#### Accès routiers
La ville de Calvi se situe à l'extrémité nord-ouest de l'île. Son accès routier se fait depuis Ponte-Leccia par la route territoriale 30 (ex-RN 197) qui se termine au quai Landry mais se prolonge avec la route D81B pour longer en direction du sud, la côte jusqu'au « pont des cinq arcades » (Galéria).
La ville est distante, par route, de :
- 13 km de Calenzana ;
- 14 km de Montemaggiore ;
- 23 km de Corbara ;
- 24 km de L'Île-Rousse ;
- 31 km de Galéria ;
- 68 km de Saint-Florent ;
- 85 km de Corte ;
- 92 km de Bastia ;
- 115 km de Vico ;
- 117 km de Cervione ;
- 131 km d'Aléria ;
- 137 km de Rogliano,
- 154 km d'Ajaccio ;
- 202 km de Porto-Vecchio ;
- 213 km de Propriano ;
- 225 km de Sartène ;
- 230 km de Bonifacio.

#### Transports

##### Routiers
Deux services de transport en cars sont assurés par l'entreprise « Les Beaux Voyages » : la ligne régulière de bus Calvi-Calenzana GR20, Mare e monti est assurée en permanence. La ligne Calvi-Bastia est assurée deux fois par jour, du lundi 4 juillet au samedi 3 septembre 2016 inclus, et hors cette période, une seule fois du lundi au vendredi (hors jours fériés).

##### Ferroviaires
La gare de Calvi, appartenant aux CFC et exploitée aujourd'hui par une Société d'Économie Mixte, relie Calvi à Bastia ainsi qu'à Ajaccio, les deux métropoles de la région Corse par correspondance à Ponte-Leccia. Durant la saison estivale, une desserte spéciale U trinighellu (le « tramway de la Balagne ») est mise en service pour la desserte des plages entre Calvi et L'Île-Rousse.

##### Maritimes

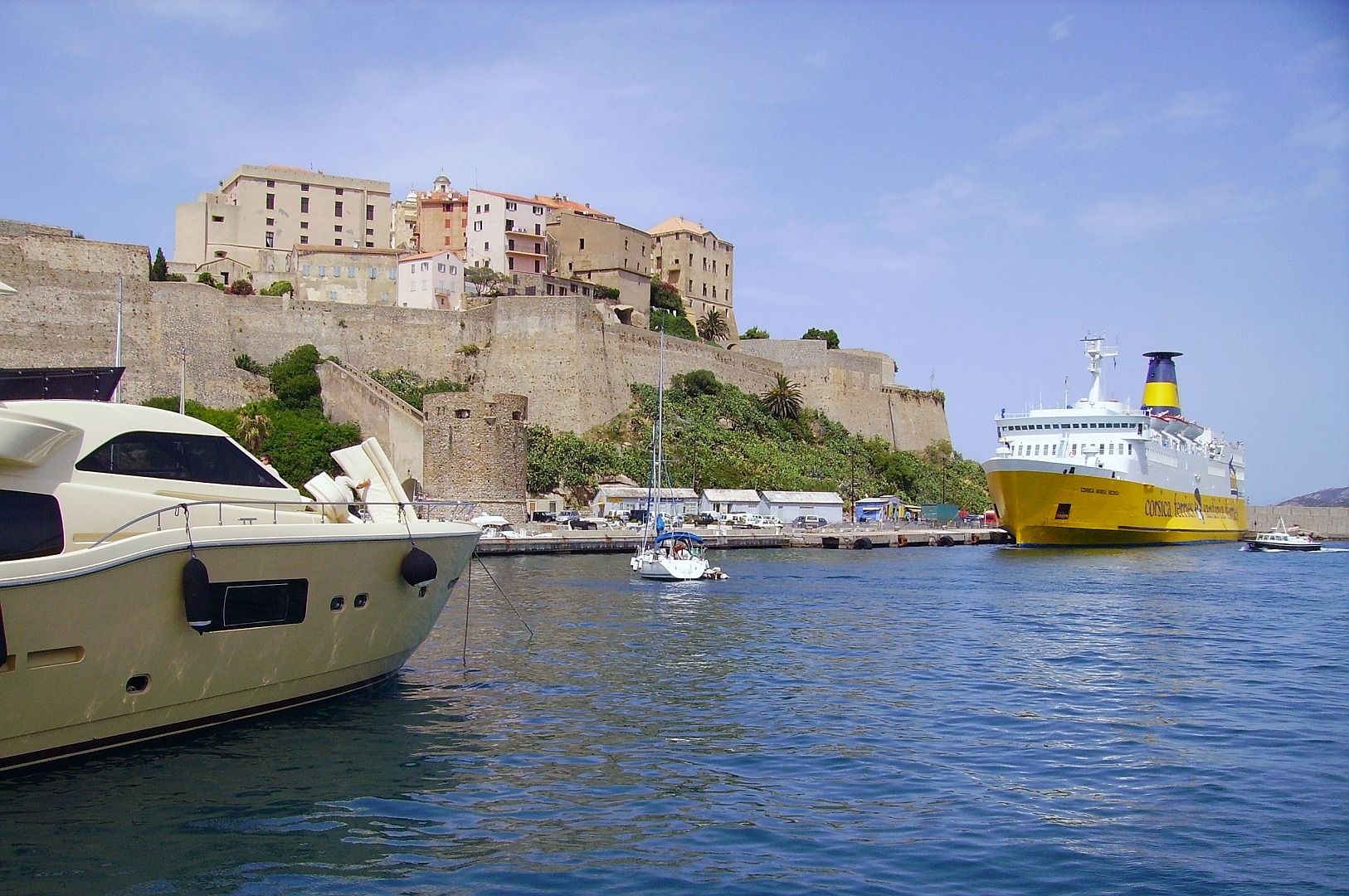
Un ferry au port de Calvi en 2009.

Le port de Commerce, doté d'un seul grand quai, a vu son trafic fortement diminuer ces dernières années. En raison des gênes causées par la circulation des poids lourds en ville sur l'unique route, les cargos et les transbordeurs sont désormais détournés sur le port d'Ile-Rousse. Les ferries des deux compagnies Corsica Linea et Corsica Ferries - Sardinia Ferries ont définitivement cessé de desservir Calvi le 12 août 2016. La ville se destine à l'accueil des navires de croisière, très nombreux en été en Méditerranée. La gestion du port est communale.
Depuis 2022, il existe une ligne régulière à la voile entre Calvi et Saint-Raphaël, opérée par la coopérative Sailcoop.

##### Aériens

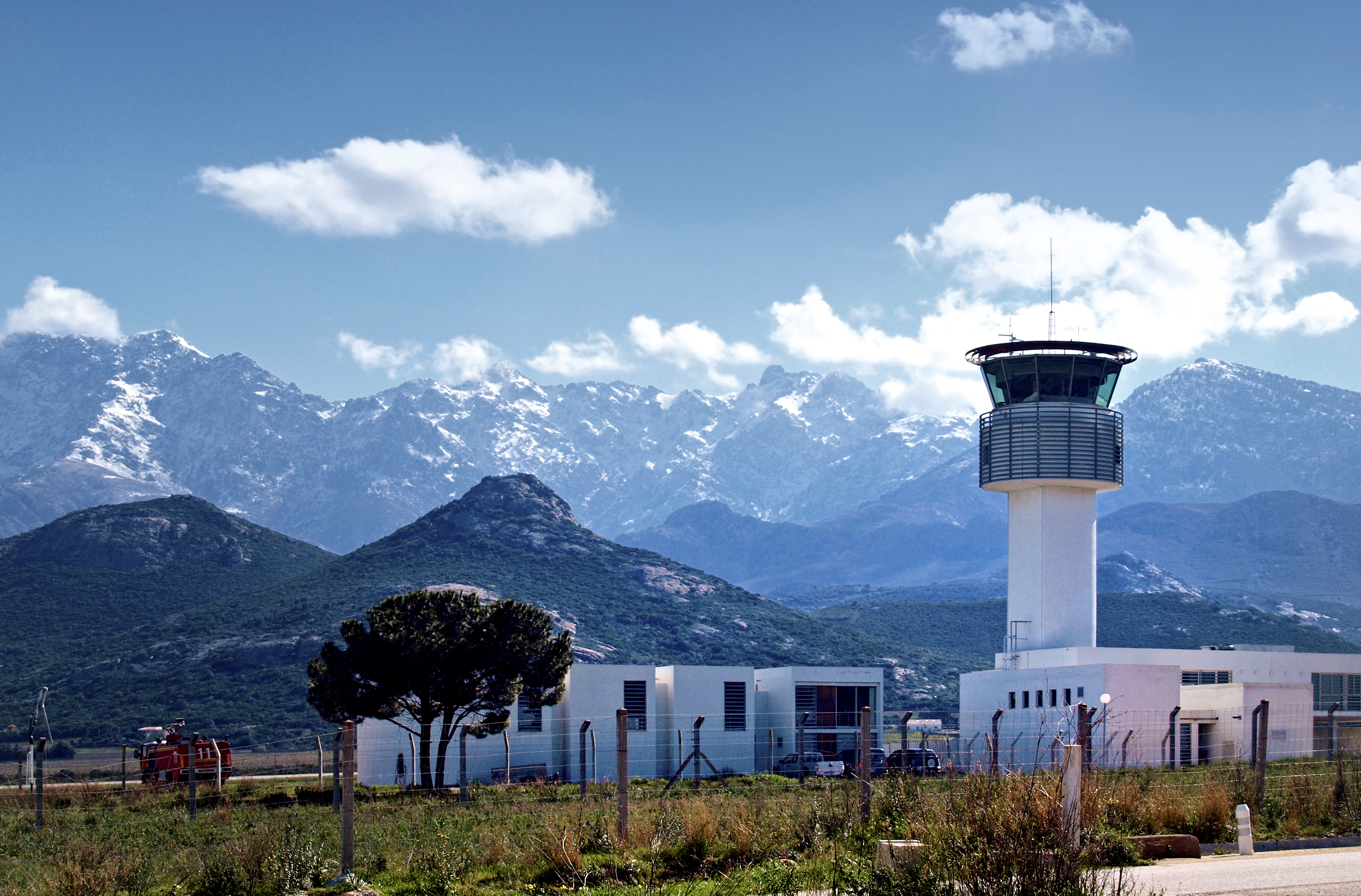
Tour de contrôle de l'aéroport Sainte-Catherine.

L'aéroport de Calvi-Sainte-Catherine (code AITA : CLY), le port de commerce et le port de plaisance Xavier Colonna facilitent l'accès à de nombreux touristes. La ville de Calvi est très attractive comme en témoigne le taux des résidences secondaires en constante augmentation (actuellement + de 52 %). L'aéroport est distant de 7,5 km de la ville.
Il est géré par la Chambre de commerce et d'industrie de Bastia et de la Haute-Corse. Des vols réguliers relient tous les jours Calvi au continent français. Les lignes sur Nice, Marseille et Paris sont assurés par la compagnie régionale Air Corsica. Il n'est pas encore ouvert au trafic de nuit.
L'aéroclub de Calvi est implanté à Sainte-Catherine.
Une compagnie suisse, Air-Glaciers, organise toute l'année des vols charters directs au départ de Sion à destination de Calvi. L'aéronef utilisé sur cette ligne est un Beechcraft de huit places.

## Urbanisme

### Typologie
Au 1er janvier 2024, Calvi est catégorisée petite ville, selon la nouvelle grille communale de densité à sept niveaux définie par l'Insee en 2022.
Elle appartient à l'unité urbaine de Calvi, une unité urbaine monocommunale constituant une ville isolée,. Par ailleurs la commune fait partie de l'aire d'attraction de Calvi, dont elle est la commune-centre,. Cette aire, qui regroupe 15 communes, est catégorisée dans les aires de moins de 50 000 habitants,.
La commune, bordée par la mer Méditerranée, est également une commune littorale au sens de la loi du 3 janvier 1986, dite loi littoral. Des dispositions spécifiques d’urbanisme s’y appliquent dès lors afin de préserver les espaces naturels, les sites, les paysages et l’équilibre écologique du littoral, tel le principe d'inconstructibilité, en dehors des espaces urbanisés, sur la bande littorale des 100 mètres, ou plus si le plan local d’urbanisme le prévoit.
ent dès lors afin de préserver les espaces naturels, les sites, les paysages et l’équilibre écologique du littoral, comme le principe d'inconstructibilité, en dehors des espaces urbanisés, sur la bande littorale des 100 mètres, ou plus si le plan local d’urbanisme le prévoit,.

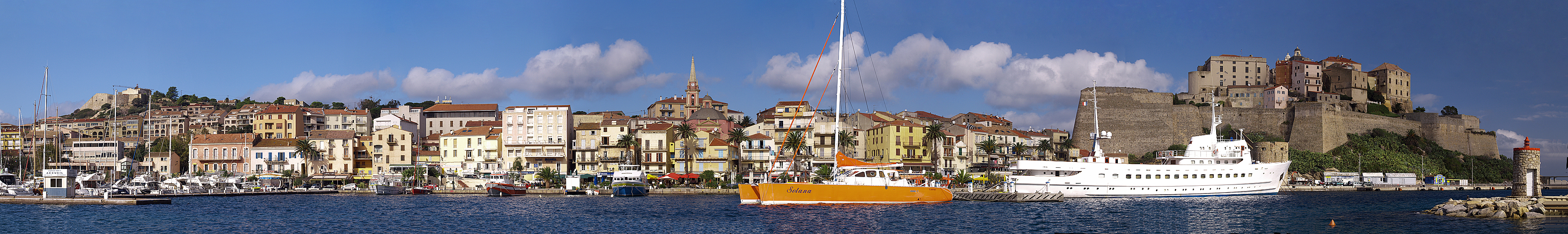
Panorama sur la Basse-ville, la Haute-ville et sur le port de Calvi.

Calvi s'est construit sur la Punta San Francesco, entre le golfe de la Revellata et le golfe de Calvi. C'est dans la deuxième moitié du XIIIe siècle qu'a été édifiée la Haute ville, à l'est de La Punta San Francesco. Selon la légende d'Ugo Colonna, existait au Moyen Âge « Cordovella, ville fortifiée, bâtie à l'endroit où est aujourd'hui Calvi ».

Au XVIe siècle, Calvi comptait environ quatre cents feux. 

« Il y avait aussi hors de la ville un magnifique faubourg. Mais la dernière guerre a ruiné complètement les maisons extérieures et fort endommagé celles de la ville elle-même. [...] Calvi est situé sur une éminence dont la forme ressemble à une balle ronde, et sur le bord de la mer qui l'entoure aux deux tiers. Il y a plusieurs années, l'Office de S. Georges y a fait bâtir une très belle forteresse, laquelle a coûté, au dire de quelques-uns, plus de soixante mille livres de Gênes ; mais cette forteresse avait moins de solidité que d'apparence ; aussi a-t-on, de nos jours, entouré la ville entière de solides murailles et de gros bastions, comme c'est l'usage aujourd'hui. Les dernières guerres ont démontré combien les Génois étaient sages en prenant ces mesures. La forteresse a encore un désavantage ; elle est dominée par une hauteur appelée le Mozzello, et Calvi a eu souvent fort à souffrir de cet inconvénient »

— Agostino Giustiniani in Histoire de la Corse - Description de la Corse p. 21.
Longtemps la ville de Calvi se partageait en deux quartiers : la Haute ville (la Citadelle), et la Basse ville.
Depuis la fin du XXe siècle, le centre vital de la ville s'est déplacé vers sa sortie sud. Entre deux supermarchés existants, se sont créés de nombreux commerces et services en rez-de-chaussée de nouveaux immeubles d'habitations récemment construits. Une banque y a même transféré son agence qui était auparavant dans la Basse ville. Le visage de la cité est en train de changer. Ville fleurie (3 fleurs), Calvi se développe actuellement vers l'est. De nombreuses villas voient le jour dans le quartier de Pietramaggiore, un grand lotissement a été créé à Campu Lungu face à la zone artisanale, un grand complexe sportif avec piscine a été construit à l'intersection des routes D 151 et D 451, etc.
En 2015 a été lancé le projet de requalification urbaine de « l'entrée de ville », sur un vaste territoire de part et d'autre de la N 197, entre la station Total et la gare (espace sur lequel est actuellement installé le supermarché Super U d'un côté, et un terrain en terre battue servant de parking). Logements, espaces publics, équipements et déplacement de la gare sont au programme.
Dans la plaine de la Figarella, entre mer et montagnes, se situe l'aéroport de Calvi-Sainte-Catherine (Santa Catalina). À noter que l'extrémité méridionale de l'aérodrome où se trouve l'aéro-club, se situe sur la commune de Calenzana.

### Occupation des sols
L'occupation des sols de la commune, telle qu'elle ressort de la base de données européenne d’occupation biophysique des sols Corine Land Cover (CLC), est marquée par l'importance des forêts et milieux semi-naturels (64,2 % en 2018), néanmoins en diminution par rapport à 1990 (67,9 %). La répartition détaillée en 2018 est la suivante : milieux à végétation arbustive et/ou herbacée (59,4 %), zones urbanisées (11,5 %), zones agricoles hétérogènes (7,5 %), zones industrielles ou commerciales et réseaux de communication (5,6 %), espaces ouverts, sans ou avec peu de végétation (4,8 %), cultures permanentes (4,6 %), terres arables (2,2 %), prairies (2,1 %), espaces verts artificialisés, non agricoles (1,8 %), eaux maritimes (0,6 %). L'évolution de l’occupation des sols de la commune et de ses infrastructures peut être observée sur les différentes représentations cartographiques du territoire : la carte de Cassini (XVIIIe siècle), la carte d'état-major (1820-1866) et les cartes ou photos aériennes de l'IGN pour la période actuelle (1950 à aujourd'hui).

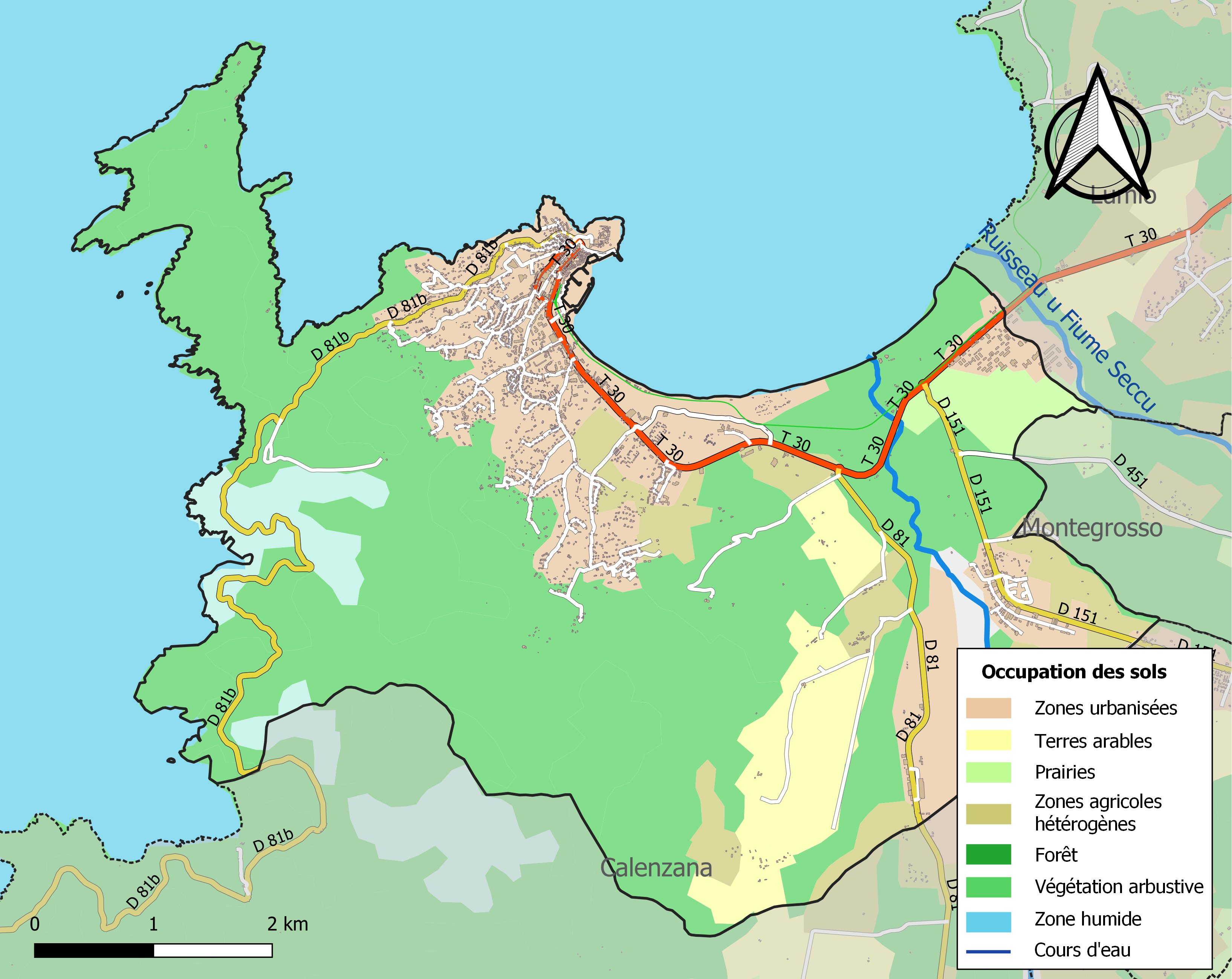
Carte des infrastructures et de l'occupation des sols de la commune en 2018 (CLC).

## Toponymie
Le nom corse de la commune est Calvi /ˈkalbi/. L'origine du nom se voit dans l'élimination des couches superficielles des granites, ce phénomène géologique donnant à son littoral un aspect rappelant la calvitie : du latin calvus.

## Histoire

### Préhistoire
Les fouilles archéologiques, conduites le long du cordon littoral et dans l’arrière-pays, montrent que la baie fut occupée dès l’époque néolithique (5 000 à 2 500 ans av. J.-C.). Les vestiges découverts indiquent les principales localisations : la plage de l’Alga, Raccu, la presqu’île de la Revellata pour le bord de mer, et plus en retrait, le plateau de la Serra et la Grotta Agnellu, les deux sites les plus importants de la préhistoire de la ville.
Dans son ouvrage La Corse dans l'Antiquité et le Haut Moyen Âge, l'historien Xavier Poli s'est penché sur la période des origines de la Corse à l'expulsion des Sarrasins au XIIe siècle qu'il dit avoir été particulièrement négligée. De l'auteur : « L'État territorial de la Corse ancienne a été constitué par quatre groupes ethniques : les hommes des monuments mégalithiques, les Libyens ou Ibères, les Ligures et les Colons.... Les Ligures se sont introduits en Corse par le nord. Il est à présumer qu'ils ont conquis l'arrondissement de Calvi sur les hommes des dolmens et la partie de la côte orientale, au nord du Fiumorbo, sur les Corsi. »

### Antiquité
Avec l’Empire romain, la paix favorise les échanges entre les cités maritimes. Abri pour les flottes marchandes, Calvi devient aussi une base stratégique. La cité compte alors quatorze centuries, divisions militaires et politiques de cent hommes, commandées par des vétérans. L’urbanisation de la ville s’adapte au développement, nécessitant la nomination d’un praeses, autrement dit un préfet, pour son administration. Dès lors, rien de surprenant qu’au IIe siècle de l'ère chrétienne, le géographe alexandrin Ptolémée (90-168) désigne Calvi comme « le port le plus célèbre de l’île ».
Sur ses cartes, le géographe mentionne le nom « Cæsiæ littus », qui est identifié à la plaine du golfe de Calvi par les historiens, et celui de « Cæsiæ » est à identifier avec la plage du golfe de Calvi. De même, le nom « Palania » (variante « Palanta ») aux coordonnées 30° 20' long. 40° 45' lat. est aujourd'hui la Balagne.

### Moyen Âge
Du récit de Giovanni della Grossa, on retient cette fiction romanesque : à l'endroit où est aujourd'hui Calvi, existait Cordovella, une ville fortifiée. Y ont débarqué à l'époque des Sarrasins, Ali, un missionnaire de l'islam, et Lanzancissa, un guerrier redoutable, envoyés pour amener les Corses à embrasser la nouvelle religion musulmane. Vainqueur d'un duel contre Maurizio Torquato, représentant de Callisto, évêque d'Aléria, et de Marino consul et gouverneur romain en Corse, et après le départ de ce dernier, Lanzancissa est proclamé roi de Corse, dans une assemblée générale tenue à Corte. « Ali et Lanzancissa [...] convertissent en peu de temps tous les insulaires à la religion de Mahomet. »
Dès 1161, Gênes prend possession de plusieurs places fortes de l'île dont Calvi et Bonifacio, et grâce à des familles ligures installées là depuis le XIIe siècle, contrôle le commerce au moins dans le sud de la Corse et dans le Cap.
Au XIIIe siècle, l'ordre franciscain aborde l'île : Bonifacio (1215), Nonza (1236), Biguglia (1236) et sur la punta San Francescu à Calvi (1213-1215),.
Au cours de la deuxième moitié du XIIIe siècle, une guerre entre seigneurs amena l'édification de la Haute ville. En 1278, Calvi se confédère avec Gênes. Sa fidélité sera constante. En 1284, par une victoire navale devant l'îlot de la Meloria, les Génois mettent fin à la puissance navale et politique des Pisans. Les uns après les autres, les seigneurs corses rendent foi et hommage à la république de Gênes ; mais en 1297, Boniface VIII met un terme à cet assujettissement en accordant l'investiture de l'île au roi d'Aragon.
Parmi les 26 actes que comporte un Liber Iurium, un a été rédigé le 15 juillet 1286 à ce qui est aujourd'hui nommé L'Île-Rousse, par lequel Rollandino de Laccio s'engage auprès de Niccolino Zaccaria et Niccolino Peratio à conserver sa forteresse de Sant' Angelo de Balagne au nom de la commune de Gênes, et un autre dressé à Gênes le 7 février 1294 par lequel Oberto Doria vend à la commune de Gênes le château de Calvi.
En 1298, la cité est reconstruite par Giovanninello de Loreto, allié des Génois.
Plusieurs documents rédigés en 1370 à Calvi (registres de gabelle, contrats de vente de marchandises ou de location de navires à but commercial, plaintes ou autorisations de représailles contre des Corses ayant attaqué et spolié des commerçants) sont retrouvés à l'Archivio di Stato di Genova et publiés par F. Molard en 1875.
Après un bref passage sous la domination du roi Alphonse V d'Aragon, qui prend la ville après l'avoir assiégée en 1420, Calvi passe en 1453 sous le contrôle de l'Office de Saint Georges qui l'entoure de solides murailles d'une citadelle, notamment pour se protéger d'éventuelles attaques de Pise. Calvi est, avec Bonifacio, Bastia et Ajaccio l'un des 4 "présides" génois chargés de surveiller la population ainsi que les routes maritimes.
Du Moyen Âge aux Temps modernes, Calvi a été une ville refuge d'une piaghja (plaine) répulsive au sud, désertée jusqu'au Vicolais. Durant la deuxième moitié du XVe siècle et au cours du XVe siècle les phénomènes de cette désertification sont bien connus : poussées de la malaria, ravages dus aux guerres intestines de caractère féodal ou de celles opposant les derniers grands féodaux à la puissance génoise qui pratiqua la terre brûlée et enfin les invasions barbaresques responsables de pillages, destructions et de l'installation d'un climat d'insécurité dans les zones littorales.

#### Chronique
- 1268 : Sinucello Della Rocca, dit « Giudice della Rocca ou de Cinarca », est maître de la Corse (excepté le Cap Corse et Bonifacio) avec l'aide de Pise. Giovanninello de Pietr'Allarretta dans le Nebbio, se révolta contre lui et, avec l'aide de Gênes et de la marine cap-corsine, porta la guerre en Balagna. Après une longue lutte entre les deux adversaires, Giovanninello vaincu dut quitter l'île. Plus tard, ayant fait alliance avec les Da Mare et les Avogarij de Nonza, Giovanninello et ces seigneurs se réunirent et se fortifièrent tous ensemble dans l'île de Centuri, d'où ils tenaient tout le pays sous leur obéissance.

Giudice tenta en vain d'investir l'Îlot de Capense. « Giovanninello... laissa l'île de Centuri bien approvisionnée, passa par mer du côté de la Balagne et se fortifia sur la colline où est aujourd'hui Calvi, laquelle était alors sans aucune habitation. ». Il y édifia une citadelle près des ruines de l'antique cité épiscopale romaine ravagée par un raid sarrasin au VIIIe siècle. Banchero, podestat de Bastia au XVIIe siècle, fixe la fondation de Calvi à l'an 1276.
Apprenant la nouvelle, Giudice laissant deux cents hommes devant l'île de Centuri, partit avec ses troupes du côté de Calvi. Beaucoup d'escarmouches firent de nombreux morts des deux côtés. Malgré un siège de plusieurs jours, Giudice ne put s'emparer de la ville et repartit à Centuri où les assiégés de Capense avaient réussi à débarquer et étaient partis conquérir le pays. Giovanninello partit également pour aller secourir ses alliés, et Calvi resta ainsi aux Avogarij de Nonza. 
« Les Avogarij peuplèrent cet endroit d'hommes venus presque tous des environs, et il resta pendant quelque temps sous leur autorité. Mais avec le temps, les habitants de Calvi se révoltèrent, et il y eut une grande guerre entre eux, qui voulaient affranchir leur pays, et les Avogarij, qui voulaient le reconquérir. À la fin, les Avogarij furent obligés de se retirer honteusement. »
— Abbé Letteron in Calvi - Franchises et immunités accordées à cette ville, p. 486
- 1278 - 16 mai, un décret des dirigeants Oberto Spinola « Capitaneus » et Oberto d'Oria (ou Doria) « Domini », accorde aux habitants de Calvi les mêmes droits qu'à ceux de Bonifacio, c'est-à-dire qui les exempte du paiement des impôts de toute sorte.
- 1284 - Par acte rédigé le 2 février, Oberto Doria cédait pour 7 000 livres la ville de Calvi à Bonanato de Facio, représentant de la Commune de Gênes. Giacomo d'Oria, qui avait aussi quelques droits sur Calvi, consentit à la cession faite par Oberto[29]. Craignant que leurs droits ne soient pas reconnus par les employés du fisc, les Calvais envoyèrent à Gênes deux représentants, Pietro de Romanecio et Bertola de Garesio. La confirmation de leurs immunités leur fut accordée le 27 mai 1284.
- 1357 - Réunion de la Corse à Gênes - Leonardo da Montaldo, diplomate, fut chargé de ramener à la République les communes qui s'étaient séparées d'elle au cours des hostilités avec Venise. En Corse, il procéda discrètement et reçut à Calvi, au nom de la Commune, le serment de fidélité prononcé par les chefs au nom du peuple corse. On envoya alors en Corse des troupes qui occupèrent quelques forteresses.
- 1358 - Avec une révolte populaire dirigée par Sambucucciu d'Alandu qui chasse de leurs fiefs les seigneurs remplacés par des Caporali, naît une Confédération de la Terra del Comune (entre Calvi, Miomo, Solenzara) opposée au Cap Corse et à la Terra dei Signori (Corse-du-Sud).
- 1372 - Revendiquant ses droits sur la Corse, l'Aragon aide Arrigo Della Rocca, descendant de Giudice, comte de Corse. Gênes qui n'a plus que Calvi et Bonifacio, inféode l'île à des gentilshommes génois.
- 1420 - Vers la fin de l'année, le roi Alphonse V d'Aragon arme une flotte importante et se rend en Sardaigne. Accueilli en souverain à Sassari, il fait voile aussitôt pour la Corse, et reçoit à son débarquement les hommages des principaux chefs. Vincentello d'Istria prend Bastia grâce à Manfred de Gentile, seigneur de Nonza, mais échoue à Bonifacio et ne peut conserver longtemps Calvi.

« Calvi et Bonifacio, dont les populations étaient génoises, s'étaient préparées à la résistance ; cependant les Aragonais entrèrent dans Calvi presque sans coup férir, grâce à la trahison d'un habitant, Giacopo-Pietro da Montelupo qui leur en ouvrit les portes pendant la nuit. La ville ainsi occupée, presque sans protestation de la part de sa population pacifique de pêcheurs et de marchands, le roi distribua aux notables quelques faveurs et partit pour Bonifacio, ne laissant, pour garder la place, que soixante Catalans sous la conduite du capitaine Juan de Liñan. Grave imprudence, car les Calvais, privés de communications avec Gênes, principal débouché de leur commerce, et peut-être incommodés par la présence des soudards catalans, s'avisèrent d'un stratagème pour s'en débarrasser. Un navire chargé de marchandises avait jeté l'ancre au cap Saint'Ambrogio, à quatre milles de Calvi : ils firent miroiter aux yeux des soldats les avantages d'une prise facile, et décidèrent une partie de la garnison à courir sus au butin. Ce piège grossier réussit ; la garde de la citadelle réduite de moitié, ne put résister aux menaces de la population armée contre elle, et le capitaine Liñan s'estima heureux de pouvoir embarquer tous ses hommes à destination de Bonifacio. Ainsi, fait peut-être unique dans l'histoire, la prise d'une ville et sa délivrance s'effectuèrent presque sans effusion de sang.
Quant à Montelupo, une délibération des habitants de Calvi réunis dans l'église San-Giovanni le 14 août 1421, le déclara traître à sa patrie, indigne d'habiter, de posséder ou de négocier à Calvi. Ses biens furent confisqués et le prix de leur vente affecté à l'acquisition d'armes, de cuirasses et de munitions pour la défense de la ville. C'est à partir de ce moment, dit-on, que Calvi ajouta en exergue à la croix de Gênes qu'elle portait dans ses armoiries la devise « Civitas Calvi semper fidelis » ».
- 1432 - Le gouvernement génois, par un oubli inexplicable, méconnut les franchises de Calvi. Dans un nouveau tarif réglant les droits à payer pour l'importation des vins, il n'était pas tenu compte des immunités dont les habitants de Calvi avaient joui jusque-là. De plus, la gabelle des vins avait été affermée à la Banque (Office) de Saint Georges aux conditions fixées par le nouveau règlement. Les habitants de Calvi chargèrent alors Santini de Casanova, comme syndic de la Commune, de présenter leurs plaintes au gouvernement génois lequel fit droit à ces plaintes. Toutefois ne seront reconnus comme vins provenant de Calvi que ceux qui seront accompagnés d'un certificat du Podestat et des Anciens.
- 1453 - Pietro-Battista D'Oria commissaire de l'Office de Saint Georges débarque à Saint-Florent dont il s'empare après un siège. Il prend peu après Calvi et Bonifacio. Antonio Spinola, l'un des meilleurs officiers de la République de Gênes est envoyé par l'Office. Avec l'aide de Vincentello d'Istria, il ravage la campagne, depuis les rives du Golo jusqu'à Calvi, et livre aux flammes plusieurs villages.
- 1464 - Lorsque la Corse passa sous l'autorité du duc de Milan, la ville de Calvi n'oublia pas de faire confirmer ses franchises par son nouveau maître, Francesco Sforza.
- 1475 - Les Calvais demandent au Duc de Milan que tous ses officiers puissent contraindre Vincentello de Canari qui occupe la forteresse de l'Argaiola, à restituer à la Commune de Calvi tout ce qu'il lui a enlevé ou fait payer indûment. Il leur est répondu que des instructions nécessaires au vice-gouverneur à Gênes et à Vincentello seront écrites.
- 1483 - La Corse repassait sous la domination de Saint Georges. En 1484, les Calvais demandèrent aux Protecteurs de confirmer toutes les franchises qui leur avaient été accordées par la Commune de Gènes. Il leur est répondu qu'ils conservent toutes les franchises dont ils jouissaient sous l'ancien gouvernement de Saint Georges.
- Vers 1520, Calvi était l’une des principales places de Corse. Elle comptait environ 3 500 habitants. La cité fut la résidence du gouverneur génois de Corse de 1544 à 1548[32] puis de 1652 à 1659.
- 1522 - Les Calvais sont exemptés d'une nouvelle imposition qui sont les droits d'entrée de trois sous par meteta de vin.
- 1534 - À partir de cette année, la quantité de vin exportée par les habitants de Calvi parait avoir diminué rapidement. Environ cent ans plus tard, Banchero écrivait que les Calvais ne récoltaient plus assez de vin pour eux-mêmes et que la plus grande partie des habitants étaient obligés de boire de l'eau. « Vino anticamente se ne raccoglieya in quantità e bastava non solo per la provisione della terra, ma se ne imbarcava per terra ferma, come si legge nel libro delle immunità dell'Officio di S. Giorgio registrato sotto l'anno 1534; ora non fa vino che basti per il loco, e pure la maggior parte degli abitanti beve acqua per la povertà. - Banchero »

Les Français s'allient aux Turcs et combattent les Génois. L'armée française est sous les ordres du baron de la Garde, et la flotte turque commandée par Dragut. L'Office s'empresse de renforcer les garnisons de Saint-Florent, de Bonifacio et de Calvi, et d'envoyer dans l'île des munitions, de l'artillerie et des vivres.
- 1544- Calvi accueille le gouverneur génois qui a dû quitter Bastia. La gouverneur retourne à Bastia en 1548.
- 1553 - Les Génois sont défaits. Calvi seule, résiste encore.

La Banque réunit d'importantes forces : vingt-six galères sont armées, l'empereur fournit 12 000 hommes de pied et 500 cavaliers, le duc de Toscane, Cosme de Médicis, alors allié de Charles-Quint, envoie 3 000 soldats renforcés de 2 000 Milanais. « Le vieil amiral, André Doria, reçut le commandement de toutes ces troupes le 10 novembre 1553. Il fit lever le siège de Calvi, s'empara de Bastia et vint bloquer Saint-Florent que défendait le mestre de camp Giordan Orsini (Jourdan des Ursins). » - Colonna De Cesari-Rocca.
La trêve de Vaucelles n'empêche pas les Génois d'occuper temporairement certains points stratégiques.
- 1558 - Gênes n'a plus que Bastia et Calvi.
- 1559 - Le traité de Cateau-Cambrésis rend la Corse à Gênes alliée de Charles Quint.
- 1561 - Les vieilles franchises de Calvi sont ouvertement méconnues ; les promesses que les Protecteurs de Saint Georges firent à ses habitants ne furent pas tenues davantage. Néanmoins, la fidélité des Calvais ne s'est jamais démentie, et en 1652 la République de Gênes, pour reconnaître leur dévouement, les autorisait à mettre au-dessus de la porte de leur ville une pierre avec cette inscription : CIVITAS CALVI SEMPER FIDELIS[29].
- 1567 - La rocca, c'est-à-dire la tour de Calvi, qui servait de poudrière, est frappée par la foudre. Le feu est mis aux munitions. Il s'ensuit une grande explosion, la tour est rasée jusqu'en ses fondements et trente-cinq maisons du voisinage sont ruinées. 132 personnes sont tuées[33].1652-

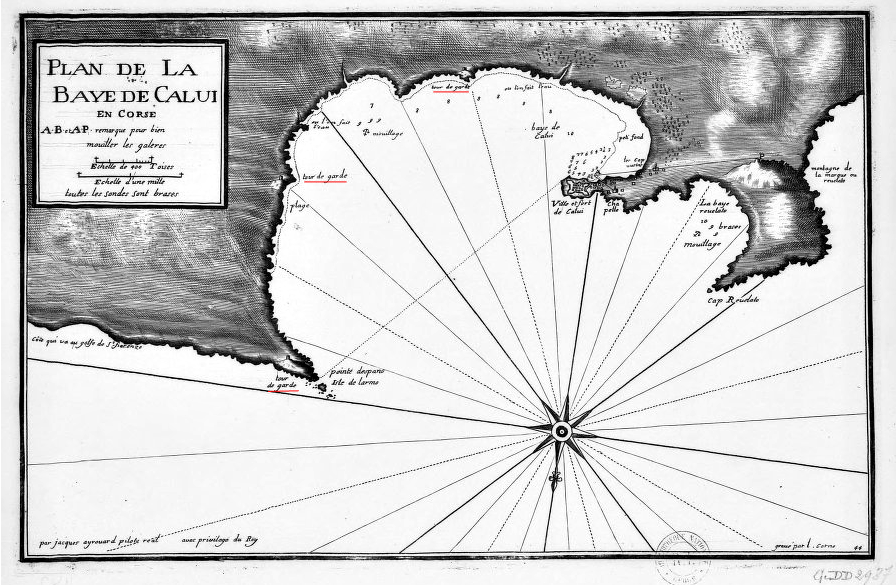
Le golfe de Calvi au XVIII

Au XVIIIe siècle, la cité abritée derrière ses remparts, était défendue par trois fortifications disposées autour de la baie : - la tour de Spano, tour ronde de guet placée à l'est de la baie de Calvi ; - un peu plus au sud, le fortin de Caldanu, tour carrée ruinée ;- une tour de garde côtière disparue, au fond de la baie, à Champeau, qui devait se situer près de l'embouchure du fiume Seccu.
- 1652 - Le gouverneur génois de la Corse s'installe une seconde fois à Calvi avant de rejoindre Bastia en 1659.

### Temps modernes
Calvi, l’une des principales places de Corse au début du XVIe siècle, a été la résidence du gouverneur génois de 1544 à 1548 et plus tard, de 1652 à 1659.
Au milieu du XVIe siècle, d'importants travaux sont réalisés à la citadelle sous la conduite de Gieronimo Levento.
Au XVIe siècle, après la mort de Rinuccio Della Rocca, dernier seigneur souverain de la Rocca, toute l'île passe sous le pouvoir direct de Gênes et son administration. La justice est rendue par le gouverneur et par d'autres fonctionnaires, au nombre variable suivant les époques, portant le titre de commissaire ou de lieutenant. Dans une certaine mesure, les Calvais pouvaient concourir à l'administration de la justice : « le commissaire que la République envoyait à Calvi était assisté, en matière civile, de trois « consuls » tirés au sort périodiquement (tous les six mois, puis tous les trois mois) dans une liste — un bussolo — de trente-six membres élus par les Calvais eux-mêmes. Le tribunal n'était composé de la sorte que pour les procès entre Calvais, et même les consuls jugeaient seuls et sans l'assistance du commissaire les procès champêtres ; pour les causes dans lesquelles intervenaient des gens étrangers à Calvi, le commissaire jugeait seul » - Colonna De Cesari-Rocca.
La ville est assiégée en 1553, puis en 1555, de Thermes manœuvre pour que les Calvais livrent leur ville aux Français. La colline Mozzelo qui domine la forteresse de Calvi, est occupée par le condottiere Sampiero Corso avec une foule de Corses qui l'avaient suivi. Les assiégeants finissent par lever le siège.
Pour marquer la fidélité de la ville, les Génois lui attribuent alors la devise « Civitas Calvi Semper Fidelis » qui figure sur le fronton d'entrée de la citadelle.
Le 21 mai 1730, au début de la Grande Révolte des Corses contre Gênes qui dura de 1729 à 1769 et dont la cause majeure était l'augmentation constante des impositions au gré des officiers et fonctionnaires génois successifs, le gouverneur Felice Pinelli dans sa première année de son mandat, visite Calvi. En 1731, Agostino Giustiniani, évêque de Sagone se réfugie à Calvi. Début juin 1731, Calvi est assiégée par des forces corses conduites le piuvanu d'Apieto Fabianu Paganelli.
Janvier 1732, le colonel de Vins, à la tête de nouvelles troupes allemandes venues remplacer celles commandées par le baron de Wachtendonck, débarque à Calvi venant de Bastia avec 600 soldats d'élite. De Vins, qui tente d'occuper Calenzana, village voisin, y subit une lourde défaite le 14 janvier. Le 7 avril 1732, à la suite d'un accord entre Vienne et Gênes pour l'envoi de nouvelles troupes en Corse, le prince de Wurtemberg arrive à Calvi. Les forces allemandes dans l'île, en tout 11 000 hommes, seront placées sous son commandement, assisté du prince de Kulmbach, général de bataille, et du comte de Schmettau, général d'artillerie. Le 17 avril, il publiera un édit à Calvi, accordant cinq jours aux Corses pour rentrer dans l'obéissance de la République.
En octobre 1737, Calvi, Lumio, Calenzana et Algajola sont aux mains des Génois, le reste de la Balagne aux Nationaux. Calvi servira de camp de base aux troupes françaises envoyées aider Gênes et rétablir une situation préoccupante, avec promesse de laisser six bataillons en Corse, à condition qu'ils soient installés dans une place sûre comme Calvi ou Ajaccio. Gênes n'accepta pas de confier des places fortes aux Français. Le 6 septembre 1741 les dernières troupes françaises quittent Calvi pour Antibes.
En 1738, le comte de Maillebois qui succède à M. de Boissieux (Louis de Frétat, comte de Boissieux) à la tête des troupes françaises de Corse, se hâte de proclamer que la pacification était achevée. Il leva un régiment spécialement composé d'insulaires, auquel on donna le nom de Royal-Corse. Il s'enferma dans Calvi, et admira la fertilité et l'heureuse situation de la Balagne voisine.
En 1756 les génois construisent, sur la colline dominant la ville et la citadelle, le fort Mozzelo (actuelle caserne Maillebois). Le traité de Compiègne signé avec Gênes autorise la France à occuper Calvi, Ajaccio et Saint-Florent durant 4 ans.
À la suite du second traité de Compiègne en 1764, la France occupe durant 4 ans, en plus des 3 villes précédentes : Bastia, Algajola et Bonifacio.
En 1768, le traité de Versailles confie l'administration de la Corse à la France. Vers 1769, le Préside de Calvi et son bourg ne comptait plus que 1 062 habitants.
En 1794 Pascal Paoli, allié des Anglais, tente de prendre la ville. Dans la nuit du 13 au 14 juillet, lors du siège de Calvi mené par l'amiral Nelson, le fort Mozzelo est pris par les Anglais. De cette colline, un déluge de 8 500 boulets s’abat sur la ville !
En 1815 plusieurs prélats sont enfermés dans la citadelle de Calvi, et pendant plusieurs mois, mis au pain et à l'eau, pour refus de serment.

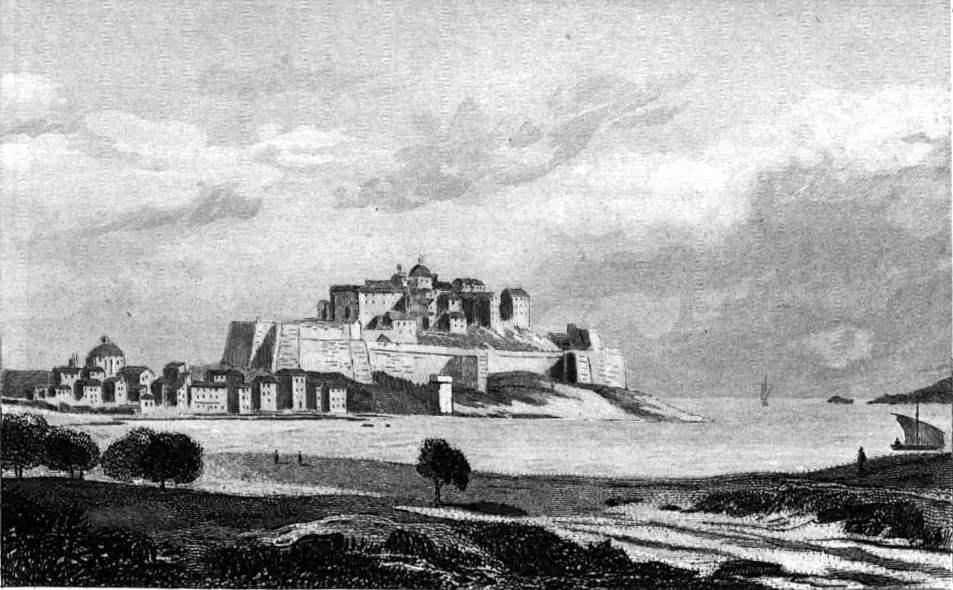
Gravure de Calvi en 1838.

Entre 1843 et 1845, le capitaine du Génie Esmenard bâtit le fort de la Torretta proche du fort Mozzelo et au nord-ouest de celui-ci. Il est baptisé fort Charlet au XIXe siècle.
Laurent Giubega, parrain de Napoléon, se réfugia ainsi à Calvi, alors que la ville s'était faite fidèle aux Français, pendant deux mois de mai à juin 1793 car il avait été chassé d'Ajaccio par les Paolistes. Calvi résista à un siège de deux mois contre Pascal Paoli et ses alliés Anglais en 1794. Le capitaine de vaisseau Horacio Nelson y perdit un œil lors de ce siège de la citadelle de Calvi. Pour plus de détails, voir le siège de Calvi (1794). Après avoir résisté aux Anglais, Calvi passa quand même sous tutelle britannique pendant deux ans. Redevenue française, Calvi restera une forteresse militaire de 1938 à la libération.

### Époque contemporaine

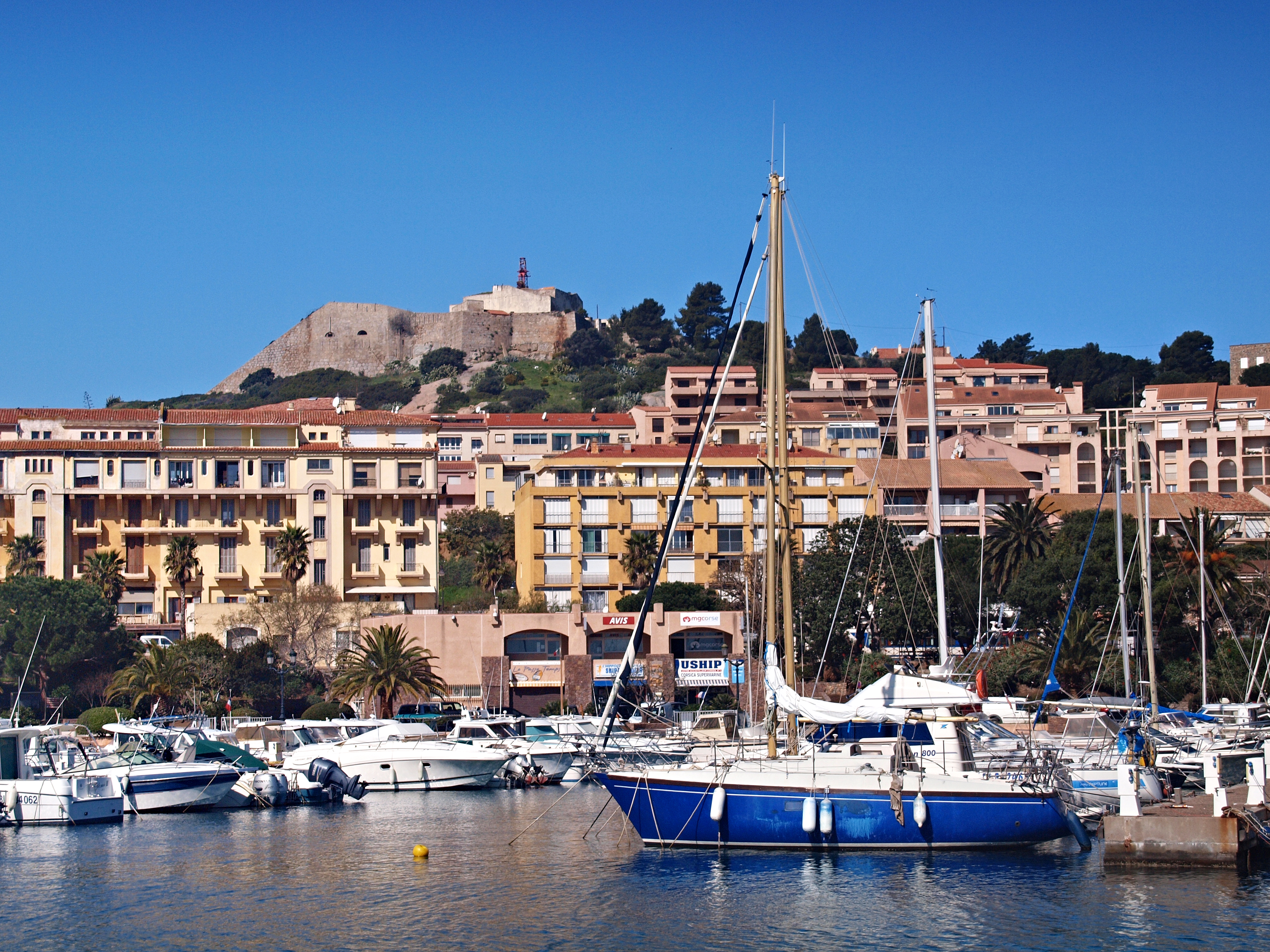
Fort Mozzelo.

Dans la nuit du 15 au 16 août 1918, au large de Calvi, le vapeur Balkan, courrier de Corse, est torpillé, causant la mort et la disparition d'environ 400 civils et militaires. Un mémorial a été érigé le 11 novembre 1999 sur la Route de Porto (D 81 b), à la sortie de la ville.
Durant la Seconde Guerre mondiale, Calvi est un lieu important de la résistance corse à l'occupant fasciste. Les premiers agents (Toussaint Griffi et Laurent Preziosi) de la mission secrète Pearl Harbour, débarqués par le sous-marin Casabianca le 14 décembre avec Pierre Griffi et Roger de Saule, dans la région de Piana, prennent contact avec les premiers responsables calvais, les frères Dominique et Roch Spinosi. Ceux-ci approuvent l'organisation du réseau de résistance corse en vue d'un débarquement français. Ils prennent en charge les agents pendant une semaine et leur permettent d'obtenir les renseignements les plus précieux. Ils seront ainsi chargés de l'organisation clandestine dans leur secteur et assumeront cette responsabilité jusqu'à l'insurrection armée et la libération totale de la Corse le 4 octobre 1943. La Corse est le premier département français libéré le 9 septembre 1943. Les Alliés organisent de nombreux terrains d'aviation sur l'île qui joue un rôle non négligeable dans le théâtre d'opérations méditerranéen. L'US Air Force installe 17 bases aériennes en Corse : transformée en un porte-avions immobile au beau milieu de la Méditerranée occidentale, l'île y gagne le surnom d'USS Corsica, dont une à Calvi. Son port est utilisé lors du débarquement en Provence, le 15 août 1944.
La municipalité revendique la naissance de Christophe Colomb à Calvi. Des panneaux le signalent à chaque entrée de la ville. Une stèle a été érigée à la base des remparts de la citadelle. Aucun élément historique ne vient cependant confirmer cette hypothèse réfutée,.
Depuis 1967, la ville accueille en garnison le 2e régiment étranger de parachutistes et, depuis 2010, le groupement de soutien de la base de défense de Calvi.
Face à la citadelle sont d'autres fortifications :
- le fort Mozzelo et ses dépendances, construit en 1756 et désaffecté depuis longtemps. Il a été acquis en 2007 par la municipalité. Actuellement, le Centre d'ethnographie et de recherche métallurgique (CERM) s'est installé dans ses locaux ;
- le fort Charlet abrite depuis la fin de l'année 2013, le Centre de conservation préventive des objets mobiliers de Corse. Au cours du temps, il avait eu diverses affectations ; dernièrement, il accueillait les services techniques de la mairie.

## Politique et administration

### Liste des maires
| Période                    | Période       | Identité                     | Étiquette    | Qualité |
| -------------------------- | ------------- | ---------------------------- | ------------ | --- |
| vers 1897                  |               | François Puccinelli          |              | |
| Vers 1947 : Adolphe Landry |               |                              |              | |
| 1959                       | 1971          | Jean-Félix Orabona           | UDR          | Suppléant du député Antoine Sérafini, député (1964-1967), conseiller général du canton de Calvi (1951-1976) |
| 1971                       | 1974          | Jean-Dominique Marcotorchino |              | |
| 1974                       | 1981          | Xavier Colonna               | MRG          | |
| 1981                       | 1983          | Jean-Félix Orabona           |              | |
| 1983                       | 1989          | Xavier Colonna               | MRG          | |
| 1989                       | juin 1995     | François Zanotti             |              | |
| juin 1995                  | décembre 2004 | Ange Santini                 | RPR puis UMP | |
| 13 décembre 2004           | mars 2010     | Pancrace Guglielmacci        | UMP          | |
| 13 avril 2010              | en cours      | Ange Santini                 | UMP-LR       | |

Résultat des dernières élections de mars 2008 :
- Liste Unis pour Calvi (UMP) conduite par Ange Santini : 72 %,
- Liste Calvi autrement (Nationaliste/Divers gauche) conduite par Stéphane Serra : 27 %.

Répartition des sièges :
- Nombre de sièges à pourvoir : 27
- Unis pour Calvi : 24 sièges
- Calvi autrement : 3 sièges
- Calvi est une sous-préfecture du département de la Haute-Corse. On y trouve les principales administrations d'état, les subdivisions de l'EDF et de l'Équipement, une compagnie de gendarmerie, une Antenne Médicale d'Urgence SMUR, une capitainerie du port de plaisance, des services financiers, deux moyennes surfaces commerciales pour ne citer que les services les plus importants. La gestion du port de commerce est communale.

## Population et société

### Démographie
L'évolution du nombre d'habitants est connue à travers les recensements de la population effectués dans la commune depuis 1800. Pour les communes de moins de 10 000 habitants, une enquête de recensement portant sur toute la population est réalisée tous les cinq ans, les populations de référence des années intermédiaires étant quant à elles estimées par interpolation ou extrapolation. Pour la commune, le premier recensement exhaustif entrant dans le cadre du nouveau dispositif a été réalisé en 2004.

En 2022, la commune comptait 5 720 habitants, en évolution de +5,11 % par rapport à 2016 (Haute-Corse : +5,15 %, France hors Mayotte : +2,11 %).
| 1800  | 1806  | 1821  | 1831  | 1836  | 1841  | 1846  | 1851  | 1856  |
| ----- | ----- | ----- | ----- | ----- | ----- | ----- | ----- | ----- |
| 1 162 | 1 083 | 1 175 | 1 382 | 1 457 | 1 746 | 1 502 | 1 837 | 1 412 |

| 1861  | 1866  | 1872  | 1876  | 1881  | 1886  | 1891  | 1896  | 1901  |
| ----- | ----- | ----- | ----- | ----- | ----- | ----- | ----- | ----- |
| 2 069 | 1 884 | 2 175 | 1 998 | 2 023 | 1 987 | 2 162 | 2 132 | 1 998 |

| 1906  | 1911  | 1921  | 1926  | 1931  | 1936  | 1946  | 1954  | 1962  |
| ----- | ----- | ----- | ----- | ----- | ----- | ----- | ----- | ----- |
| 2 077 | 2 269 | 2 387 | 2 586 | 2 827 | 2 824 | 2 053 | 2 035 | 2 258 |

| 1968  | 1975  | 1982  | 1990  | 1999  | 2004  | 2006  | 2009  | 2014  |
| ----- | ----- | ----- | ----- | ----- | ----- | ----- | ----- | ----- |
| 2 767 | 3 530 | 3 579 | 4 815 | 5 177 | 5 420 | 5 477 | 5 377 | 5 330 |

| 2019  | 2022  | - | - | - | - | - | - | - |
| ----- | ----- | - | - | - | - | - | - | - |
| 5 774 | 5 720 | - | - | - | - | - | - | - |

Une forte augmentation de la population est remarquée durant la période estivale.

### Dialecte
Le calvais encore parlé par quelques habitants de Calvi est une forme dialectale du corse, résultat de la superposition du latin, du toscan, du génois, des différents dialectes de la Balagne voisine. Contrairement aux Bonifaciens, les Calvais ne parlent pas un dialecte ligure, même si l'on trouve des traces génoises dans leur langue, comme dans de nombreux dialectes insulaires, surtout au niveau du lexique.

### Enseignement

#### STARESO

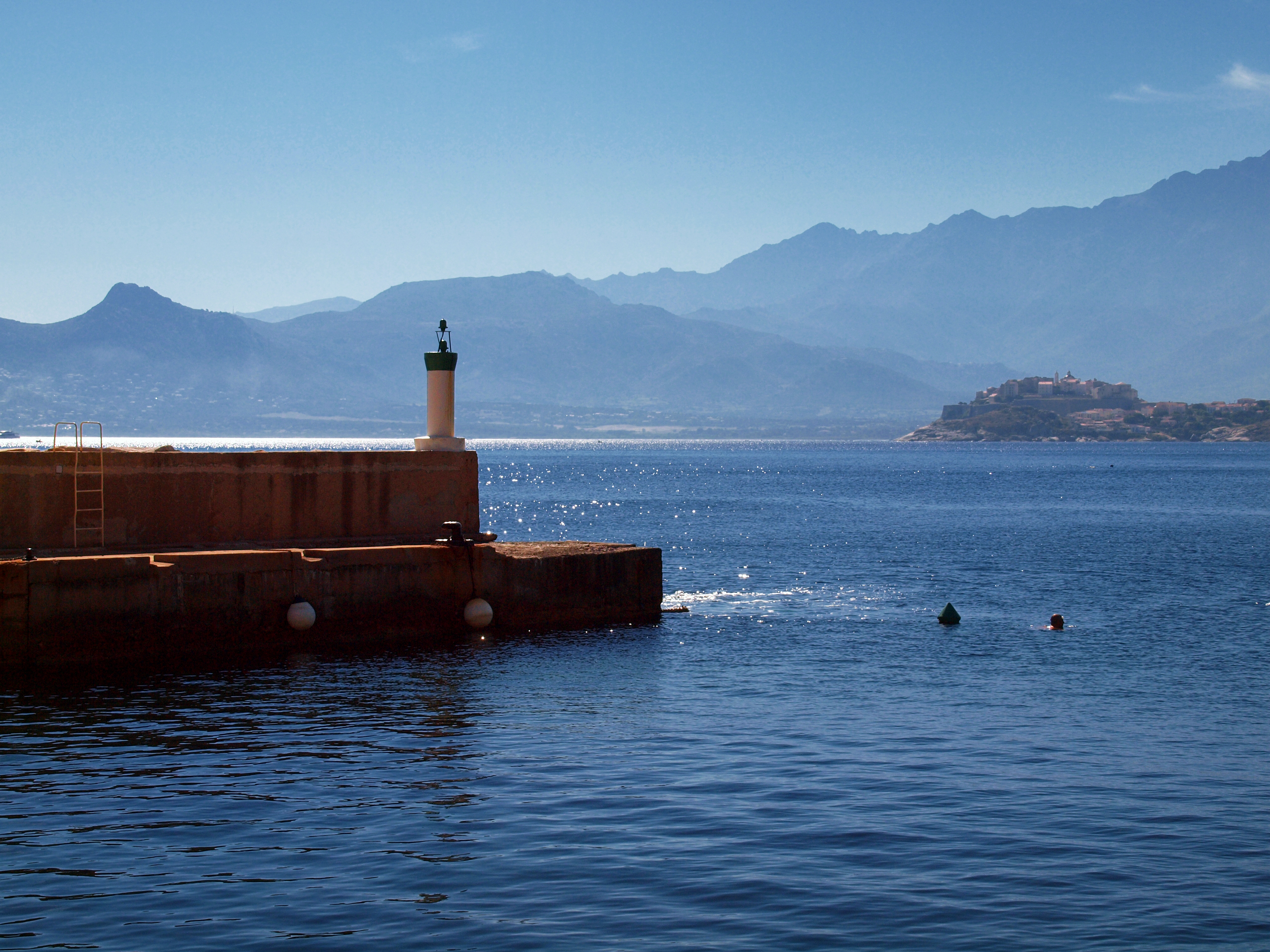
Vue de Calvi depuis la STARESO.

Située à la pointe de la Revellata, cette base scientifique de renommée internationale, fondée par l'université de Liège en 1971 et axée sur l'étude du milieu marin, accueille en permanence des chercheurs et propose ponctuellement des séjours à des non-scientifiques.
Construite en pierres de granit, STARESO figure parmi les plus belles réalisations de l'architecte belge Claude Strebelle.

#### Enseignement public
- Collège : collège Jean-Félix-Orabona, (Cullegiu Ghjuvan-Felice Orabona), quartier Donateo[60]
- Élémentaire : écoles Loviconi et Bariani, rue Albert-Ier
- Maternelle : écoles Santore et Cardellu

Le lycée le plus proche (Lycée de Balagne) se situe à L'Ile-Rousse (24 km). Tandis que l'Université de Corse à Corte est distante de 85 km.

### Santé
Calvi est dotée depuis 2013 du centre hospitalier de Calvi-Balagne, qui est l'ex antenne médicale de Balagne (AMU de Calvi). Pendant longtemps, il existait une antenne médicale d'urgence SMUR. Les plus proches établissements de soins toutes disciplines (hôpitaux ou cliniques) sont néanmoins sur Bastia.

### Manifestations culturelles et festivités

#### Semaine pascale

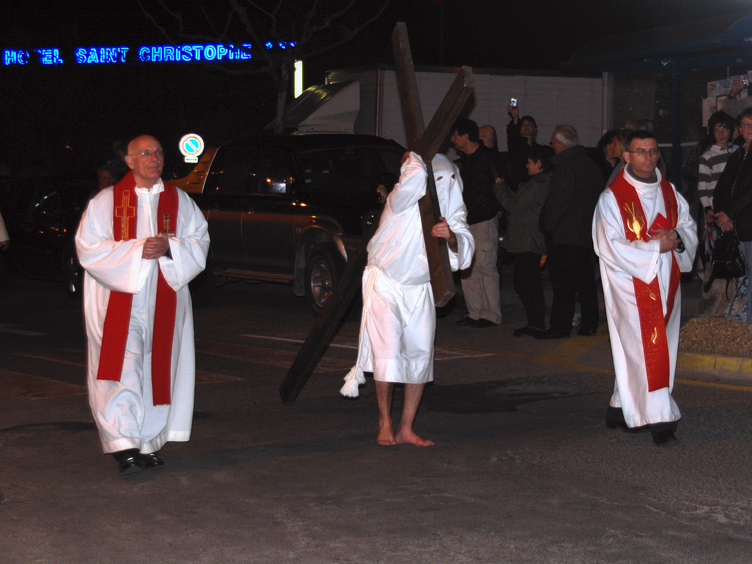
Le porte-croix 2009.

À l'occasion des fêtes de Pâques, dès le mercredi de la Semaine sainte, de nombreuses communes de Corse organisent des manifestations religieuses.
À Calvi des processions à travers la ville ont lieu le vendredi saint : a cerca le matin à 9 h et a granitula le soir dès 21 h 30. Les membres des confréries de Saint-Erasme à la cape (tabbarinu) pourpre et ceux de Saint-Antoine à la cape (tabbarinu) grise défilent deux fois, transportant les uns le corps du Christ allongé et les autres la « Vierge des Douleurs » habillée en noir.
 À Granitula : à l'image du Christ transportant sa croix, des pénitents encagoulés refont à pieds nus le chemin de croix. Partant de la cathédrale Saint-Jean-Baptiste dans la Haute ville, leur calvaire est long. Accompagnés des membres des confréries de Saint-Erasme et de Saint-Antoine lesquels transportent respectivement le corps du Christ allongé et la Vierge des Douleurs, ils descendent depuis la Citadelle jusqu'à l'église baroque Sainte-Marie-Majeure dans la Basse ville. Sur le parvis de l'église ils tournoient un long moment, entonnant des chants religieux. Ils remontent ensuite à la Cathédrale pour y déposer le corps du Christ et la Vierge des Douleurs. Aux fenêtres des rues empruntées, des milliers de bougies sont allumées.

#### Fêtes et festivals de mai à juillet

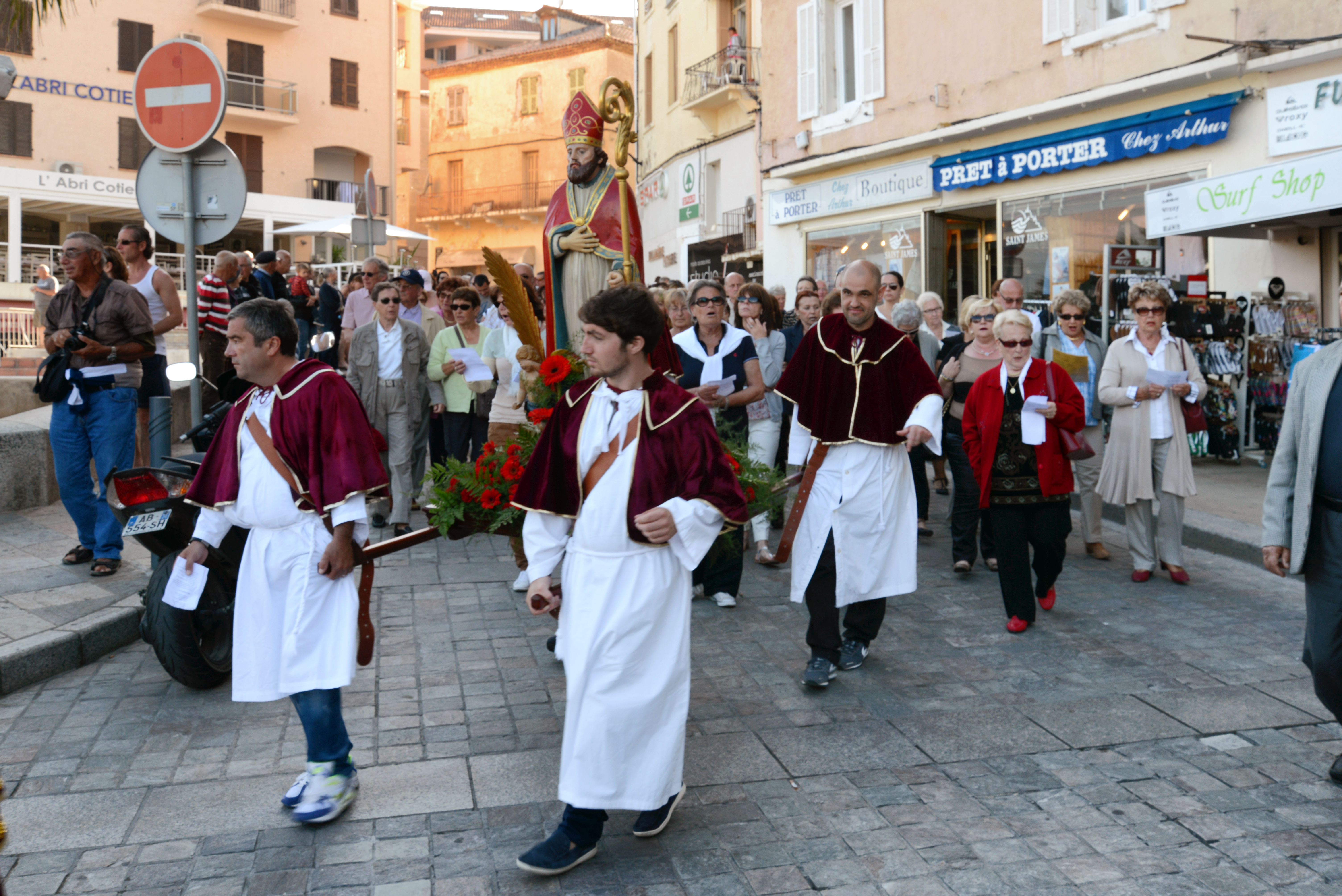
Procession de la Saint-Érasme 2013.

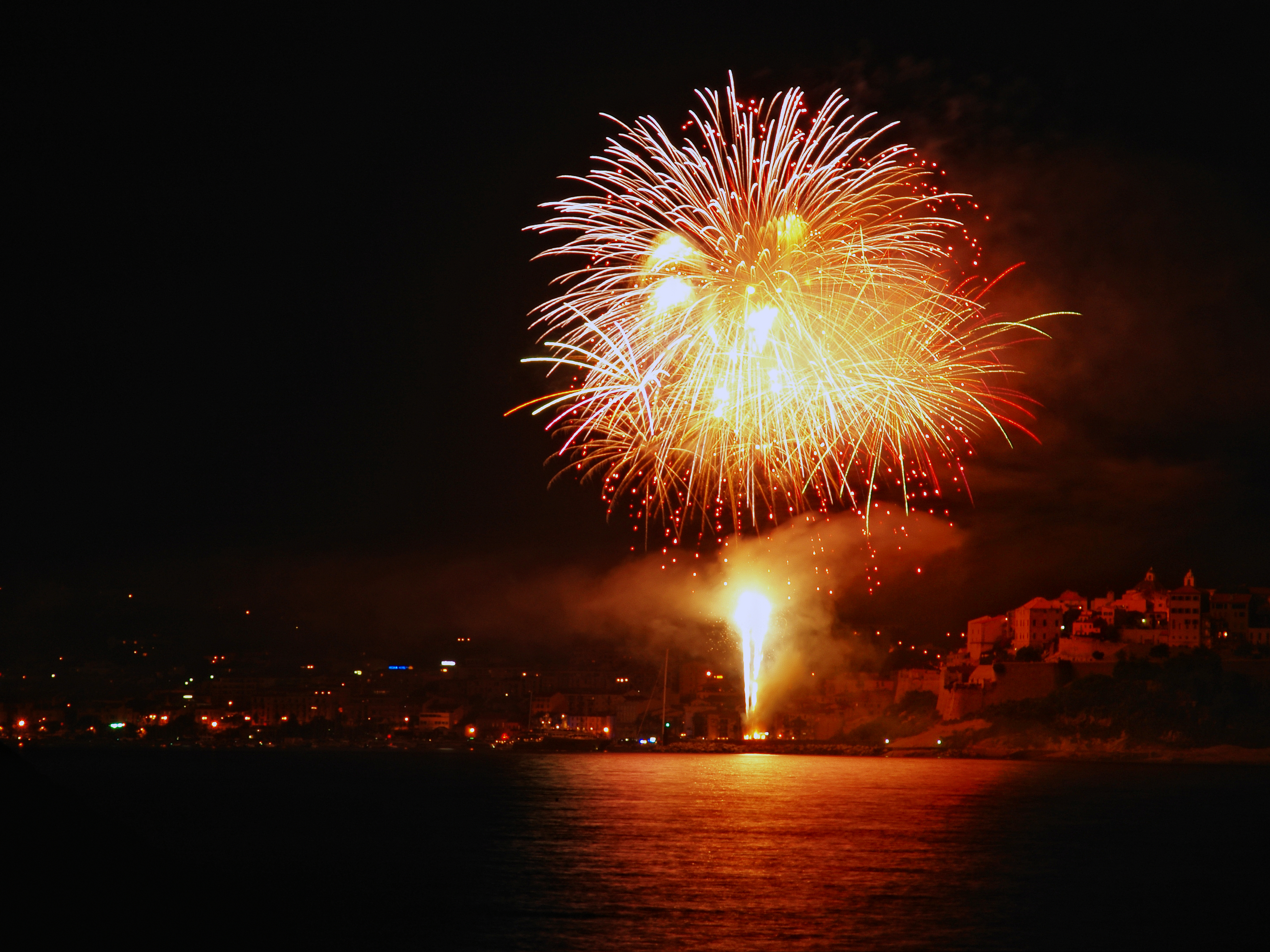
Feu d'artifice de 2009.

- Festival des Trois cultures en mai.
- Saint Érasme (A Sant'Eramu) saint patron des pêcheurs et gens de mer, est aussi la fête patronale de la confrérie du même nom. Chaque année au début du mois de juin, a lieu une procession à travers les rues de la basse ville. Sa statue est portée par les confrères de Saint-Érasme et ceux de Saint-Antoine, avant d'être embarquée sur une barque et aller en mer où une gerbe est jetée en mémoire de tous les marins disparus.
- Le Calvi Jazz Festival[61] a lieu à Calvi tous les mois de juin depuis 1987. Les festivités commencent tous les soirs, dès 18 h à l'amphithéâtre du port de plaisance par des concerts gratuits. Simultanément à l'oratoire Saint-Antoine dans la Citadelle, d'autres concerts sont donnés : polyphonies, a cappella, guitares, saxo, etc. Enfin, en soirée à partir de 21 h, concerts jazz aux remparts, au pied de la Citadelle.
- Fête Nationale : chaque 14-Juillet, un grand feu d'artifice est offert par la ville. Il est tiré à partir des quais du port.
- Calvi on the Rocks[62]. Ce festival annuel est un point de rencontre entre les cultures locales et internationales. Il se déroule durant trois soirées de juillet, sur la plage, avec des grands noms de la musique électronique et DJ. On se retrouve plus tard pour des afters dans la citadelle et sur le port.

#### Festival du Vent -Festiventu
Créé en 1992, le Festival du Vent, Festiventu, concept original, regroupait à l'origine les faiseurs de vent dans tous les domaines : l'art, les sports, la musique, la science, la médecine, l'humour, le théâtre et l'environnement. Ainsi chaque année Calvi se transformait en capitale du vent, investie par des expositions d'œuvres d'art éoliennes, des concerts, des conférences, des colloques, des présentations d'objets insolites, des ateliers de créations, des animations de rue, des rencontres au parfum de liberté. Depuis quelques années ce festival revêt une connotation plus politique[réf. souhaitée] et plus écologique. Chaque année, le Festiventu est dédié à une cause nouvelle. Serge Orru a dirigé le festival de 1992 à 2006. Carina Orru, son épouse, lui a succédé en 2006. Isabelle Autissier en est la marraine.
Cet événement se déroule chaque année, cinq jours durant en fin octobre. Il clôt la saison touristique à Calvi.
La 22e et dernière édition du Festival du Vent a eu lieu du 23 au 27 octobre 2013.

### Sports

#### Football
Le club de football de la ville est le Football Club Aregno Calvi. Fondé en 1953, il évoluait encore en CFA, groupe « C », jusqu'en fin de championnat 2012-2013. Trois fois vainqueurs la coupe de Corse, le club a cependant renoncé au CFA pour repartir en Promotion d'Honneur « A » du championnat 2013-2014.
Le principal stade de football de la ville est le Stade Faustin Bartoli.

#### Handball
Le club de handball de Calvi est l'association Jeunesse calvaise.

#### Cyclisme
Pour la première du Tour de France en Corse en 2013, la troisième étape part d'Ajaccio pour rejoindre Calvi sur un parcours principalement montagneux.

#### Jeu d'échecs
Le Balagna Chess Club est le club d’échecs de Calvi et sa région. Depuis 2004, il héberge l'Open International de Balagne, tournoi annuel, homologué FIDE et FFE, organisé par la Ligue corse des échecs. Un tournoi spécialement réservé aux jeunes est organisé parallèlement.

### Médias
Des scènes de films ont été tournées à Calvi :
- The Amazing Race, série américaine réalisée par Élise Doganieri et Bert Van Munster en 2001 (épisode 8) ;
- Le Fils, film réalisé par Pierre Granier-Deferre en 1972, avec notamment Yves Montand et Marcel Bozzuffi ;
- Les Randonneurs, réalisé par Philippe Harel, en 1998 ;
- Un long dimanche de fiançailles de Jean-Pierre Jeunet en 2004 ;
- Le Grand Bleu, film dramatique franco-italo-américain de Luc Besson en 1988 ; certaines scènes ont été tournées dans la baie de Calvi et au large de la Revelatta.[réf. nécessaire]

### Culte
Calvi compte deux paroisses, relèvant du diocèse d'Ajaccio : l'église Saint-Jean-Baptiste et l'église Sainte-Marie-Majeure.
Il existe aussi une église évangélique.

### Vie militaire
Stationné au camp Raffalli à Calvi depuis son arrivée de Bou-Sfer (Algérie) en juin 1967, le 2e REP compte 1 100 hommes. De nombreuses familles de légionnaires demeurent sur la commune et dans celles environnantes. Depuis le 1er janvier 2011, le Groupement de soutien de la base de défense de Calvi est également stationné au Camp Raffalli. C'est dire l'importance de la population militaire sur Calvi qui n'a que 5 409 habitants au dernier recensement (2008) et son impact sur l'économie de la microrégion. La présence des militaires représente entre 13 % et 20 % du PIB de la Balagne (source CCI).

## Économie

### Tourisme

#### Port de plaisance
Le port de plaisance porte le nom de Xavier Colonna, celui d'un ancien maire de Calvi. La marina peut recevoir des embarcations d'une longueur maximum de 40 mètres et d'un tirant d’eau maximum de 6 mètres. C'est le plus important port de plaisance de l'île avec 450 postes à quai et 145 places d'escale. Son quai d'honneur a été entièrement refait en 2010.
En outre, un mouillage organisé existe dans la baie pour les besoins saisonniers. Il n'est autorisé que sur les bouées de juin à septembre inclus. Hors cette période, le mouillage forain est libre.

#### Station de secours en mer

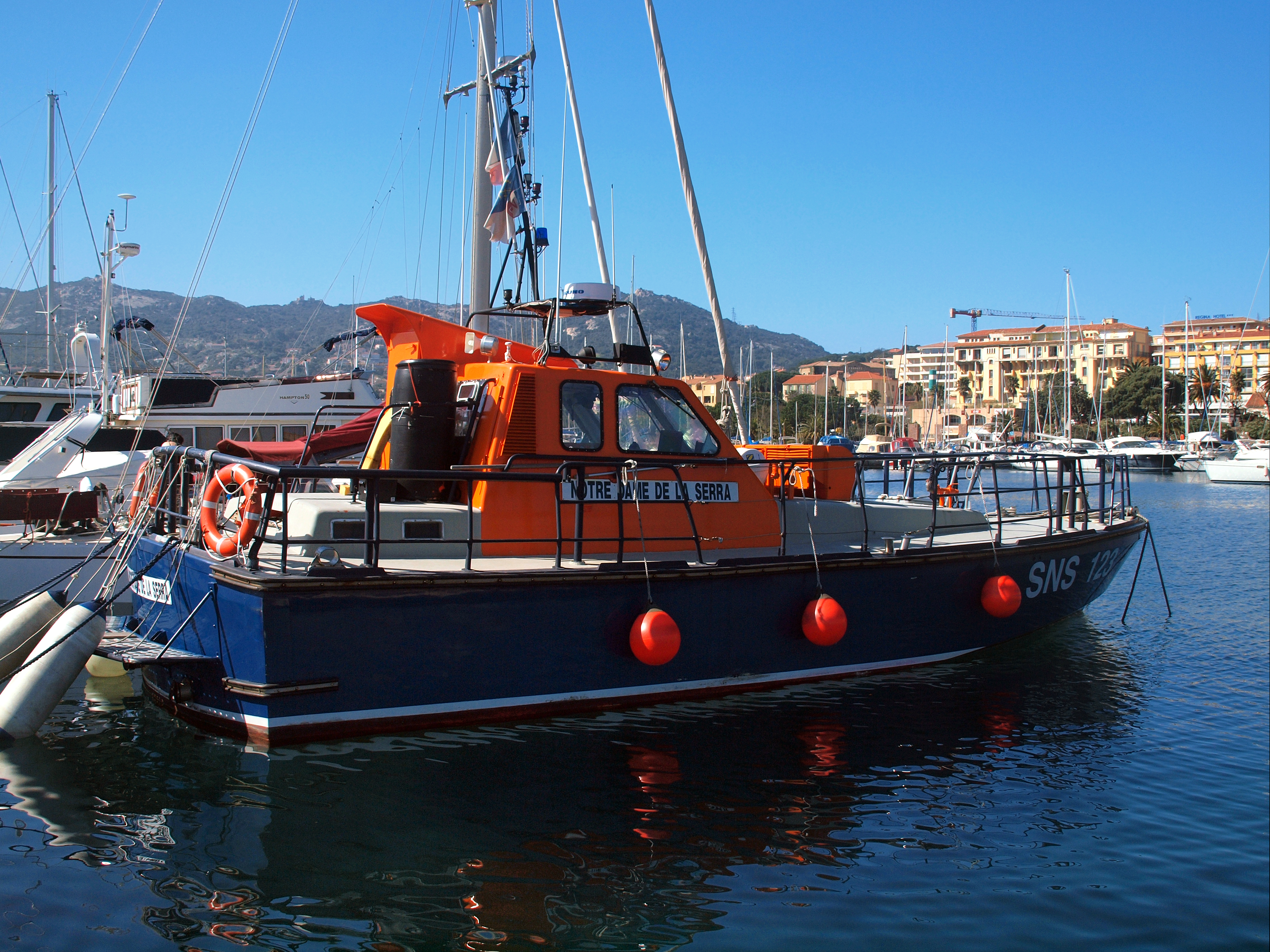
La vedette SNS123 Notre-Dame de La Serra en 2011, ex Capitaine Boyenval de Dieppe de 1982 à 1995. Vedette qui a servi à Calvi de 1995 à 2011. Début mai 2007, elle a été renforcée par l'arrivée de la SNS255 Notre-Dame du Mai, ancienne vedette de la Seyne-sur-mer

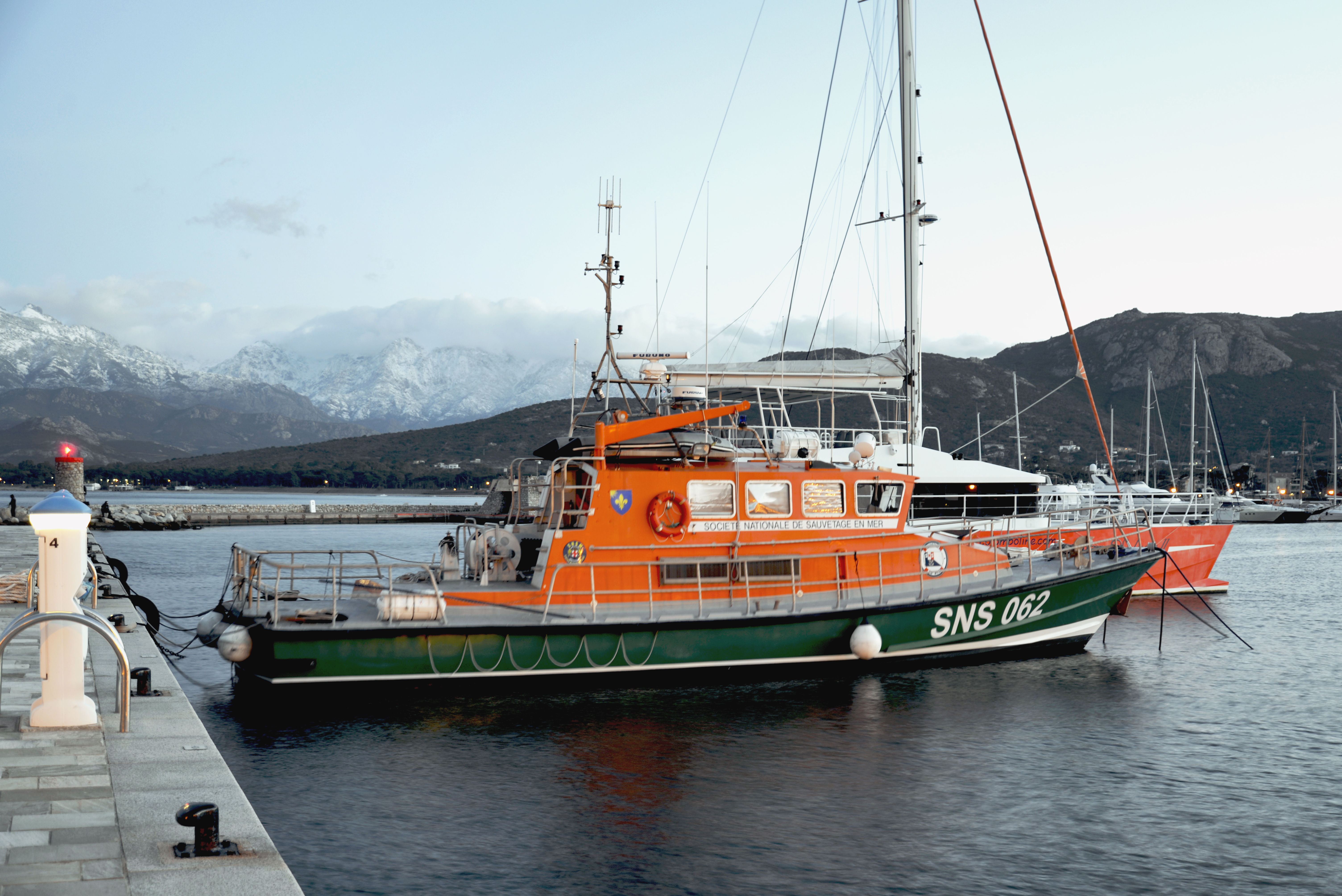
Le canot SNS 062 Patron Marius Olivieri en 2018.

La station SNSM de Calvi était équipée depuis 2011 d'une vedette de 1re classe de 13,30 m pour 4,18 m de large qui était la SNS128 Président Charles Le Meur (qui venait de la station du Havre) et rebaptisée le 24 août 2014 Notre-Dame de La Serra.
Depuis 11 novembre 2017, la station Calvi-Balagne a réceptionné le SNS062 Patron Marius Oliveri, un canot tous temps plus adaptée aux besoins de la Corse, venant de Sète, mis en service en août 1987. La station se situe en effet entre les deux stations voisines qui sont celles d'Ajaccio et de Saint-Florent ce qui représente 200 km linéaires de côtes, c'est la zone la plus étendue de France

### Industrie
Hormis le tourisme estival, la Balagne (dont Calvi représente la ville principale) dispose de peu, voire pas d'industrie. L'usine de Zilia, qui met en bouteille l'eau de source représente la seule activité industrielle de la microrégion. Toutefois, Calvi a sa zone d'activité au lieu-dit Cantone, sur la route de Calenzana.

### Agriculture

#### Viticulture
Calvi se trouve sur la Route des Vins (Strada Vinaghjola). La ville a donné son nom aux vins produits en Balagne. Après agrément par l'INAO, ceux-ci portent l'appellation d'origine contrôlée AOC Corse Calvi. Leur commercialisation se fait essentiellement sur le marché régional.
Le Clos Landry, domaine de 25 hectares fondé en 1900 par Thimothée Landry père du député-maire de Calvi et ancien ministre Adolphe Landry, est exploité depuis quatre générations par la famille Paolini.
Le domaine Balaninu Nobile a disparu en 2007 (vignes arrachées). Dans le même temps, est né l'Enclos de Anges de Richard Spurr - Chemin de la Signoria.

#### Pêche
La pêche, exercée uniquement à la bonne saison en pêche côtière est artisanale et n'occupe que quelques bateaux pour la capture des produits dits « nobles » : langouste, liches, dentis, rouget pour l'essentiel. En hiver, un seul patron-pêcheur prend la mer.
Dans le golfe de Calvi, visible depuis le rivage, un parc d'élevage de loup et dorade. Il est exploité par la Ferme Acquacole Corse (F.A.C.) – siège: Marine de Sant'Ambroggio à Lumio.

#### Élevage
- Volailles du Maquis : élevage en liberté de poulets noir fermiers. L'entreprise livre les grandes surfaces de la région.
- Pastoralisme : le lait de brebis est collecté par la Fromagerie Sisti (Pietroso).

### Artisanat d'art
- À Fundaria, une fonderie d'art de bronze dans laquelle Patrick Martin crée toute l'année des sculptures, bijoux et armes d'inspiration antique, de la coutellerie artisanale traditionnelle, de table et de cuisine.
- DCampanaGlass, verrerie d'art et galerie d'exposition des œuvres de Dominique Campana, artiste-verrier contemporain. Située aux pieds de la citadelle dans la montée du port.
- Coutellerie de style méditerranéen et traditionnel Corse de Pol Demongeot installé au Fort Mozzello. Y sont fabriquées et créées des pièces uniques. Dans son atelier, les lames de couteaux sont forgés essentiellement en acier feuilleté dit « damas ». Les manches sont en buis et cornes sculptés.
- Atraverre, Virginie Torrelli, artisan verrier, fabrique des objets en verre avec la méthode du fusing : plats, assiettes, trophées, lampes, bijoux, etc.

## Culture locale et patrimoine

### Lieux et monuments
- Monument aux morts en haut de la Montée du port (Cullata di Pardina), en bout du boulevard Wilson.

#### La ville

Panorama sur la Basse-ville, la Haute-ville et sur le port de Calvi.

Jadis regroupée dans deux quartiers, Basse ville et Haute ville, la cité de Calvi voit son centre vital se déplacer vers sa sortie orientale où de nombreux commerces du centre-ville se sont déplacés et d'autres créés.

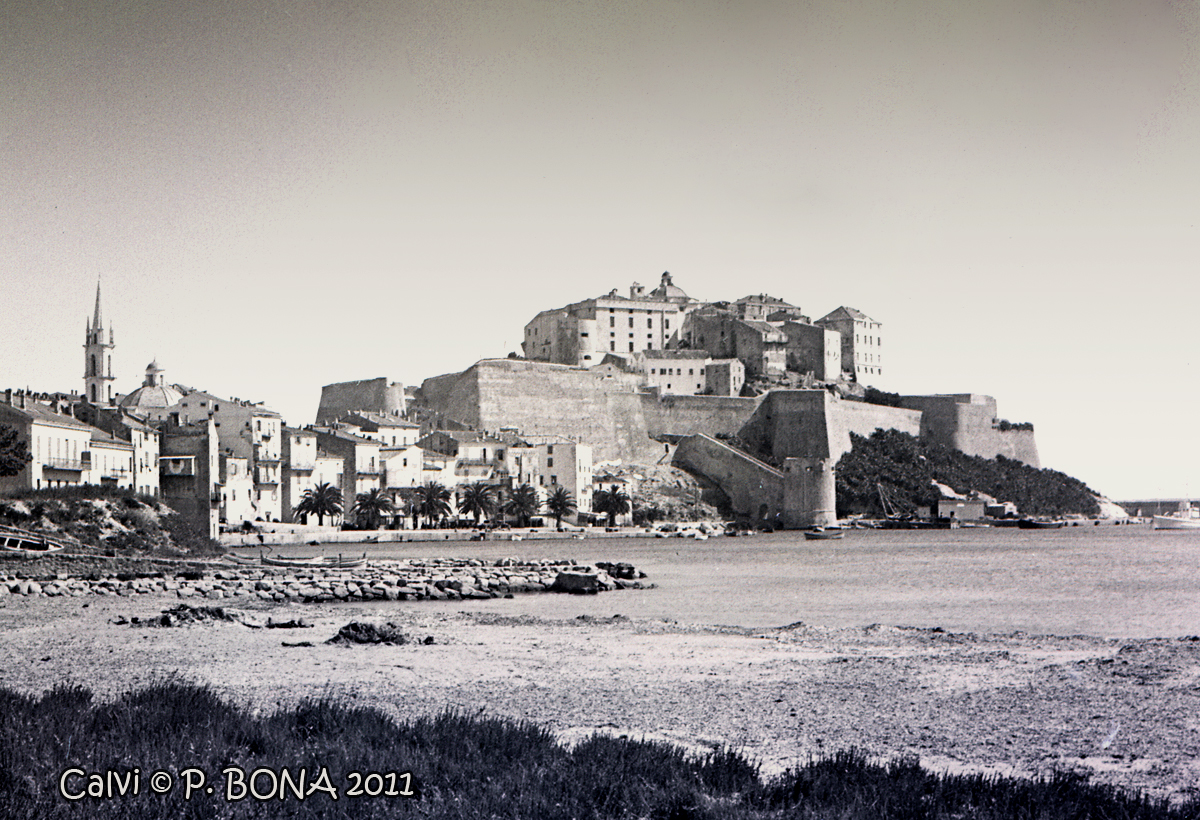
Vue de Calvi à la Belle époque.

Dans la basse ville la principale artère est le boulevard Wilson, prolongement de la RN 197 depuis la place de la Porteuse d'Eau jusqu'à la place du Monument-aux-Morts à l'entrée de la citadelle. Mais l'artère la plus animée est sans conteste la rue Clemenceau, piétonne pendant l'été et dont les commerces de restauration et les boutiques restent ouverts jusque tard dans la nuit. L'été venu, le parvis de l'église Sainte-Marie-Majeure rue Clemenceau, une ancienne basilique baroque, est entièrement occupé par les terrasses de deux restaurants.
Place de la Porteuse d'eau. Autrefois, les portes de la ville (e porte) se trouvaient à l'emplacement de l'actuelle place de la porteuse d'eau. Contre l'entrée des marchandises, un employé municipal, installé dans un cabanon de bois, percevait l'octroi qui était destiné à financer l'entretien des fortifications et les travaux municipaux. L'érection d'une statue en son centre a coïncidé avec la réalisation de travaux d' aménagement de la place. Ont alors disparu l'abreuvoir (a pila) qui était alimenté par le canal de la Figarella, lequel se jetait ensuite dans le port près de la « maison Puccinelli » après avoir desservi le lavoir. L'aménagement de la place entraînera également la suppression d'un cimetière situé dans les jardins autour de l'église Santa Maria Vecchia. Santa Maria Vecchia était la paroisse de la ville située en dehors de l'enceinte fortifiée de Calvi . Elle avait été construite sur les vestiges de deux anciens lieux de culte : une église paléochrétienne du IVe siècle, puis une église du XIIIe siècle. De ce passé religieux, la place ne conserve aujourd'hui que quelques ruines.
La Porteuse d'eau. La statue de la porteuse d'eau s'élève au centre de la place éponyme. Elle a été érigée en 1931 par le sculpteur et médailleur bastiais Louis Patriarche (1872-1955). Coiffée du mezzaru (foulard noir), elle se tient droite malgré le poids de la sechja, lourd seau en bois qu'elle porte sur la tête après l'avoir rempli d'eau à la fontaine. Le modèle choisi par le sculpteur est Saveria Grisoni de la région de Moltifao, qui était à son service domestique. La Porteuse d'eau, thème emblématique, est un témoignage de l'histoire insulaire et renvoie à la place originelle de la femme dans la société. Elle se veut porteuse de l'identité de générations de femmes corses qui ont consacré leur vie à leur famille et au travail.
Le quai Landry (ancien maire de Calvi), qui longe le port de plaisance Xavier Colonna (autre ancien maire de Calvi) jusqu'à la tour du sel, est bordé d'établissements dont les terrasses, l'été venu, envahissent la chaussée. Le Quai d'honneur « Jacques et Marc Linski » refait en 2007 - 2008, permet l'accostage de navires de plaisance de tailles respectables.
Enfin, les nuits calvaises se terminent souvent Chez Tao, un piano-bar dans la Haute ville fréquenté par la Jet set.
Toute l'année et tous les jeudis en quinze, un marché forain se tient à l'entrée de la ville, sur un grand terrain habituellement réservé au stationnement des véhicules et camping-cars.
Depuis 2009 Calvi arbore aux entrées de la ville son label de « Ville fleurie 3 fleurs ».

#### La Citadelle

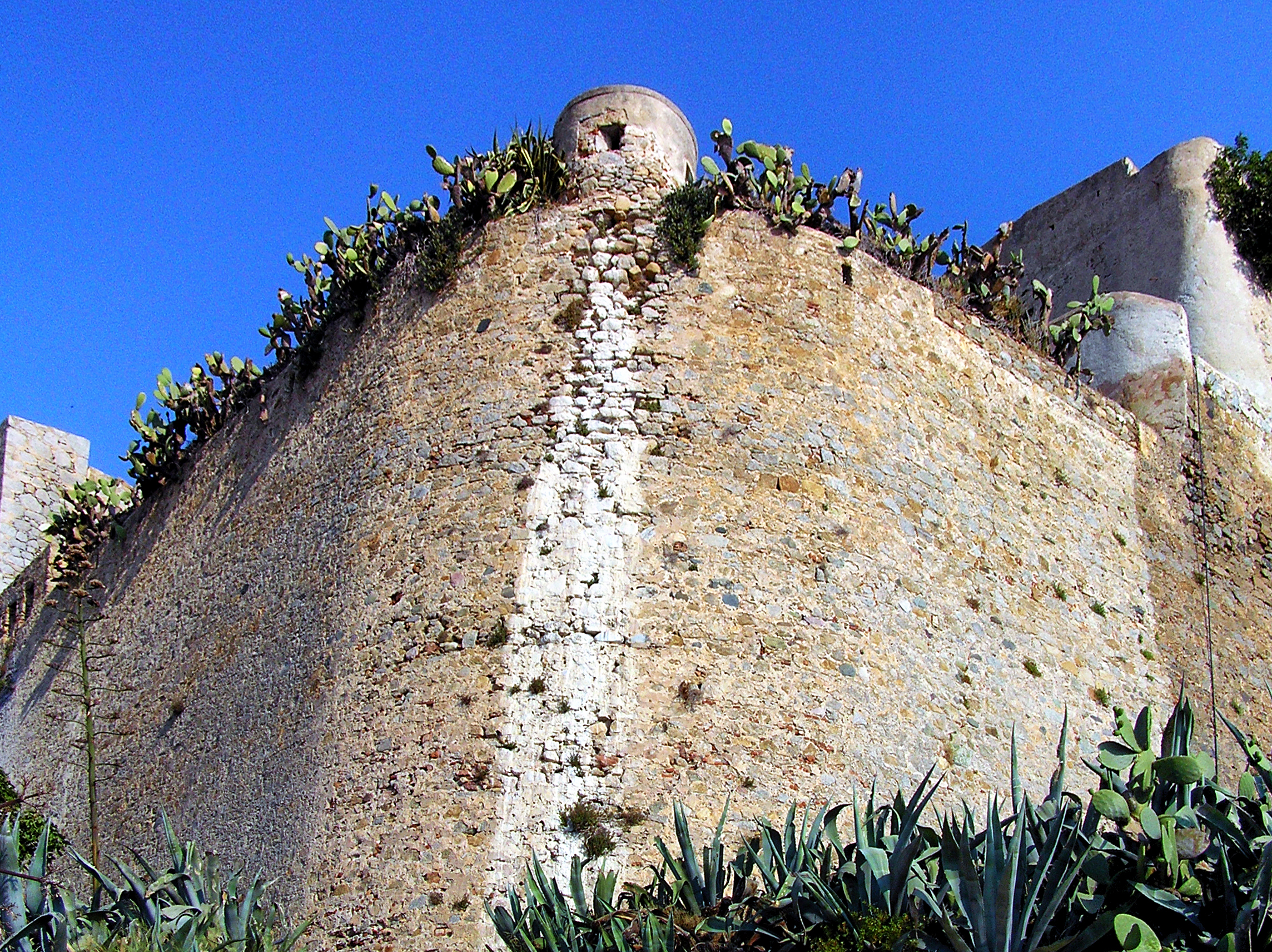
La guérite au sud des remparts.

Symbole de la ville de Calvi, elle fut érigée à l'époque de l'occupation génoise. En 1483, l'Office de Saint Georges gestionnaire de l'île, décide de renforcer la défense de Calvi en construisant de nouvelles fortifications, le château de Castello vecchio étant insuffisant pour assurer la protection du préside. En 1545, devant la menace franco-turque, les ouvrages sont consolidés. Les murailles seront complétées au XVIIe siècle.
Les remparts sont constitués de quatre bastions principaux (San Ghjorghju, Sant'Antonu d'Altu, Teghiale et Celle) et de courtines. La citadelle, ses remparts et la tour du sel, propriétés de la commune, sont classés Monuments historiques.
Ses ruelles pavées sont pittoresques et la vue sur la baie depuis les remparts est magnifique. L'entrée est unique, jadis défendue par un fossé à pont-levis avec herse.
La citadelle (ou Haute-ville) recèle de beaux monuments : l'oratoire Saint-Antoine, la Poudrière, la caserne Sampiero (ex-palais des Gouverneurs) et la maison de Christophe Colomb. Un chemin de visite a été mis en place par l'Office de Tourisme de Calvi afin de mieux faire découvrir ce monument chargé d'histoire. Sur ce chemin, la maison de Laurent Giubegga dans laquelle Napoléon Ier séjourna en 1793.

#### Le palais des Gouverneurs

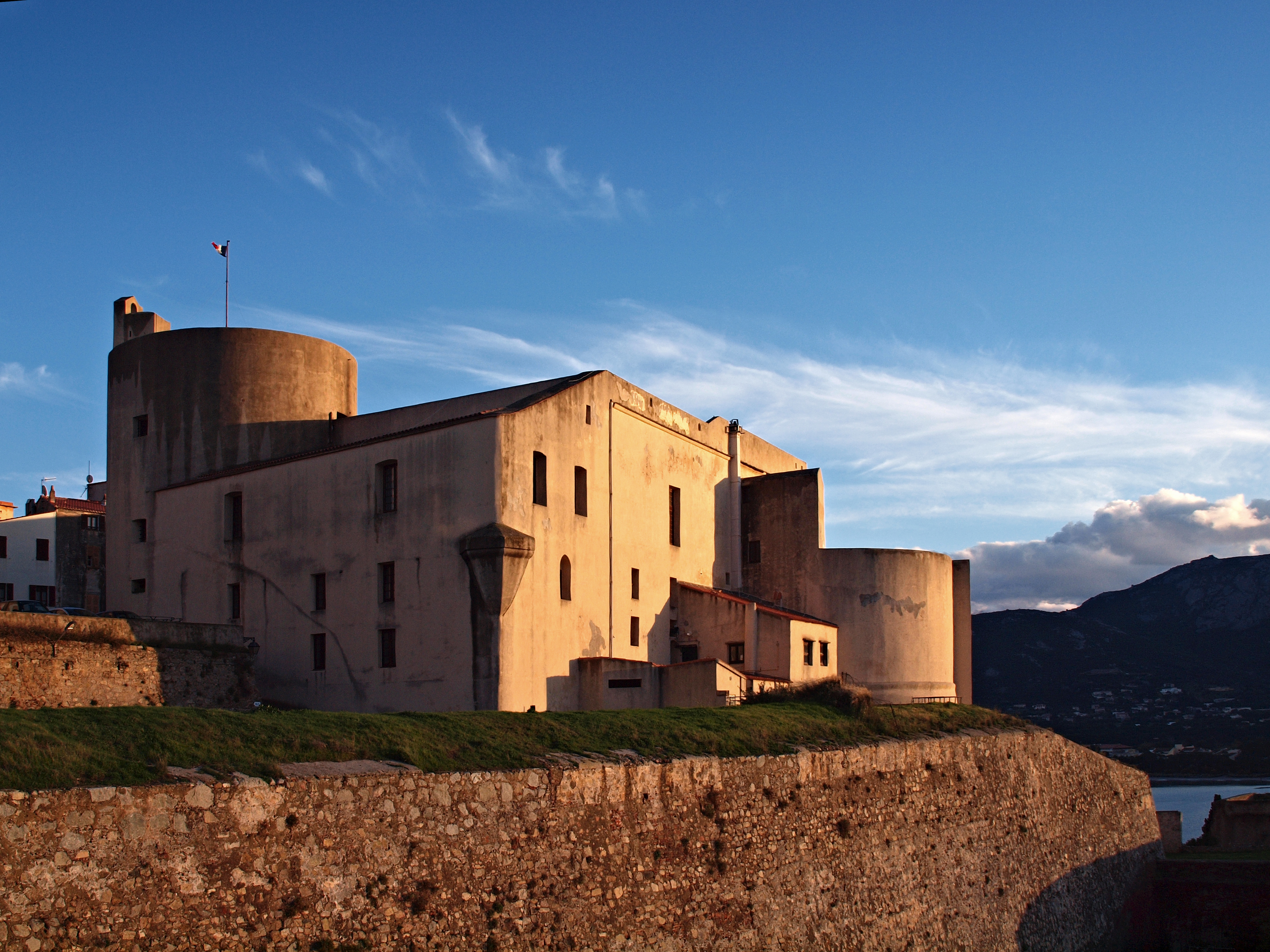
Ex-palais des Gouverneurs

Autrefois dénommé Castel Nuovo, ce bâtiment à deux tours, construit dans la ville-haute entre 1490 et 1492 pour remplacer le Castello vecchio fut la résidence effective des gouverneurs Génois aux XVIe et XVIIe siècles. C'est aujourd'hui la caserne Sampiero, mess des officiers du 2e régiment étranger de parachutistes.

#### La tour du Sel
Construite en 1495, cette imposante tour, dite de Callelu, est un ancien poste de guet où sera ultérieurement entreposé le sel. Elle est rattachée à la citadelle par une double caponnière (corridor) à deux étages d'escaliers superposés. Plusieurs fois modifiée et réparée (1897, 1934, années 1940), la caponnière est percée d'un porche qui permet la communication entre le quai Landry et le port de Commerce. Les remparts de la citadelle et la tour du sel ont été classés au titre des Monuments historiques en 1992.

#### Hôtel Nord-Sud

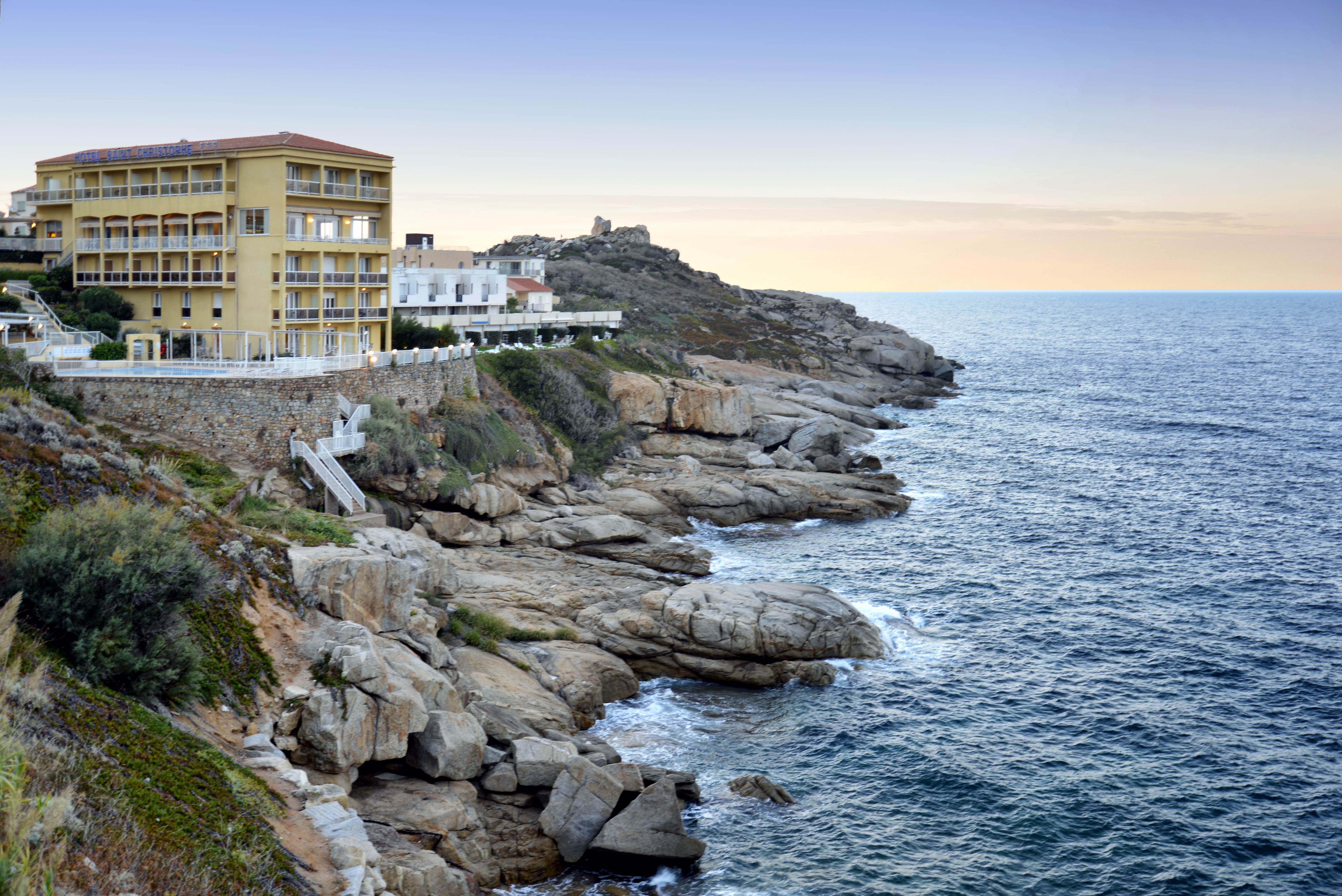
Hôtel Nord-Sud, derrière le Saint-Christophe.

L'hôtel Nord-Sud se situe sur la presqu'île de Saint François (Punta San Francescu). Ce bâtiment remarquable a été construit en 1929 par l'architecte André Lurçat pour abriter des ateliers d'artistes. Transformé, il devient un hôtel. Le bâtiment de forme rectangulaire à deux niveaux, très caractéristique à l'époque cubiste, a abrité les premières formes de tourisme international.
L'hôtel, propriété d'une personne privée, est inscrit au titre des Monuments historiques - Label XXe.
- Jardin de l'hôtel Nord-Sud - Terrasse en terre-plein, belvédère, jardin d'agrément, passage couvert, verger, jardin potager et escalier indépendant de ce jardin attenant à l'hôtel Nord-Sud à la Punta San Francescu, datent de la deuxième moitié du XXe siècle. Ce remarquable jardin est repris à l'Inventaire général du patrimoine culturel (documentation préalable)[73].

#### La plage de la Pinède
Plage de Calvi desservie l'été par le trinighellu, le petit train des plages. En sable, longue de 2,8 km, elle tire son nom d'un bois de pins maritimes à l'est de la ville, s'étendant le long du golfe, depuis le lieu-dit À l'orée des pins jusqu'à l'embouchure de la Figarella.
La plage est bordée de paillotes, démontables depuis 2010, disposant de plages privées, où l'on peut se restaurer « les pieds dans l'eau ». Présence d'écoles de voile, de plongée et de locations d'engins nautiques, de courts de tennis, d'un parc aventure et d'un parcours sportif. La voie des Chemins de fer de Corse qui passe entre plage et pinède, comporte pas moins de six arrêts pour le train des plages.
Depuis 2011, une allée promenade en bois a été aménagée sur la dune, en bordure de la voie ferrée.

#### La presqu'île de la Revellata

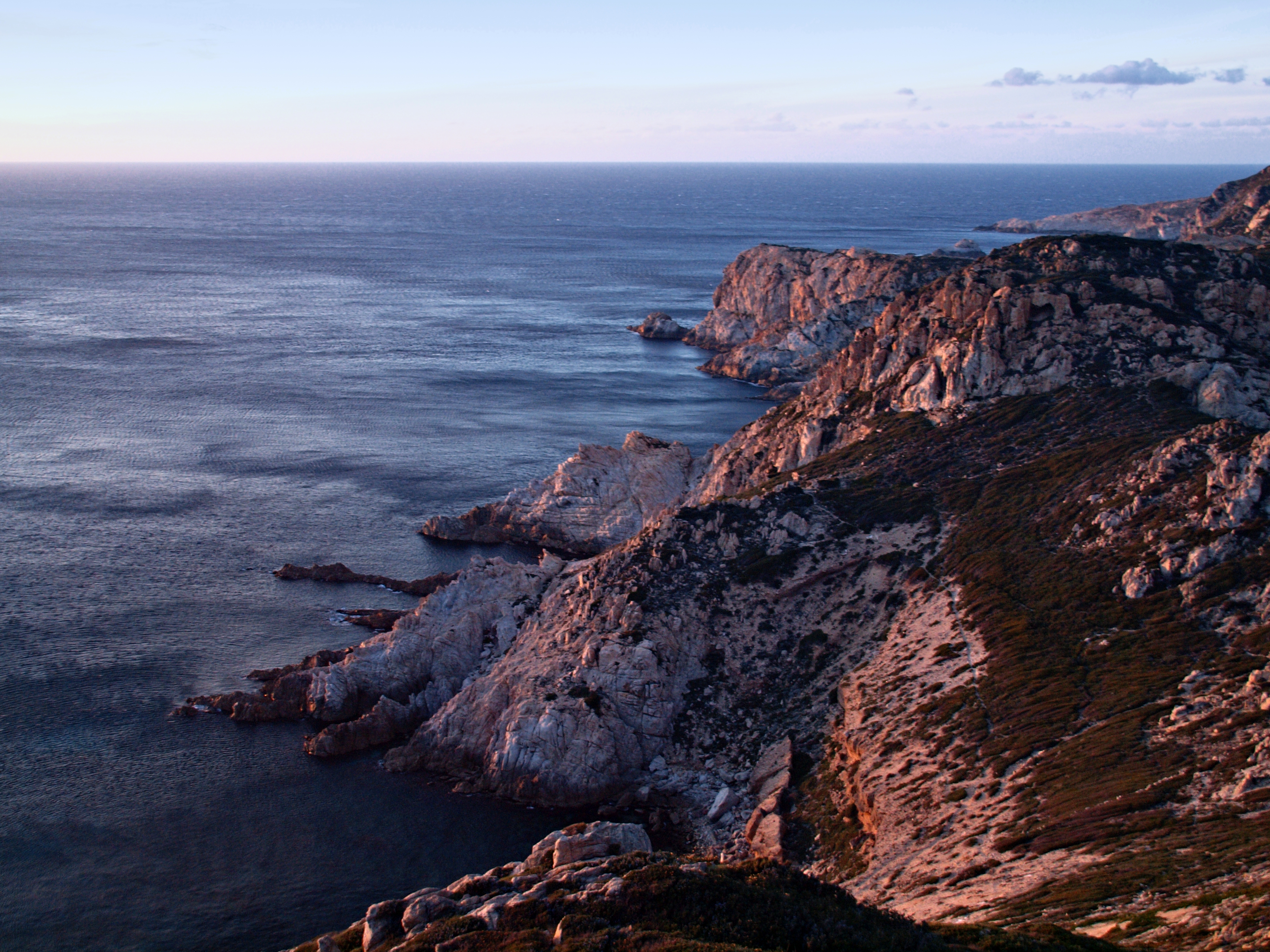
Côte Ouest de la Revellata.

La Revellata, c'est l'autre face de Calvi, son côté sauvage, inhospitalier, excepté pour les plaisanciers dans le golfe qu'elle forme, balayée par les vents violents d'ouest. Il n'y a plus d'arbres sur ce bout de terre, seulement un maquis ras, sculpté par Éole sur sa partie occidentale et qui renaît après chaque incendie.
Une route privée, plutôt une piste, permet d'accéder au phare de la Revellata située à la pointe de la presqu'île, mais aussi à la Station de recherches sous-marines et océanographiques de Calvi (Stareso). Elle donne aussi l'accès à Grotta Niella, un lieu-dit dominant la plage de l'Alga, où est ouvert en saison un établissement de plage. Le Prince Pierre y possédait une habitation depuis longtemps ruinée. Il y a demeuré avec sa femme en 1852. Il en est parti peu de temps après pour habiter une nouvelle demeure à Luzzipeo (dans le Filosorma, sur la commune de Calenzana).

#### Le phare de la Revellata

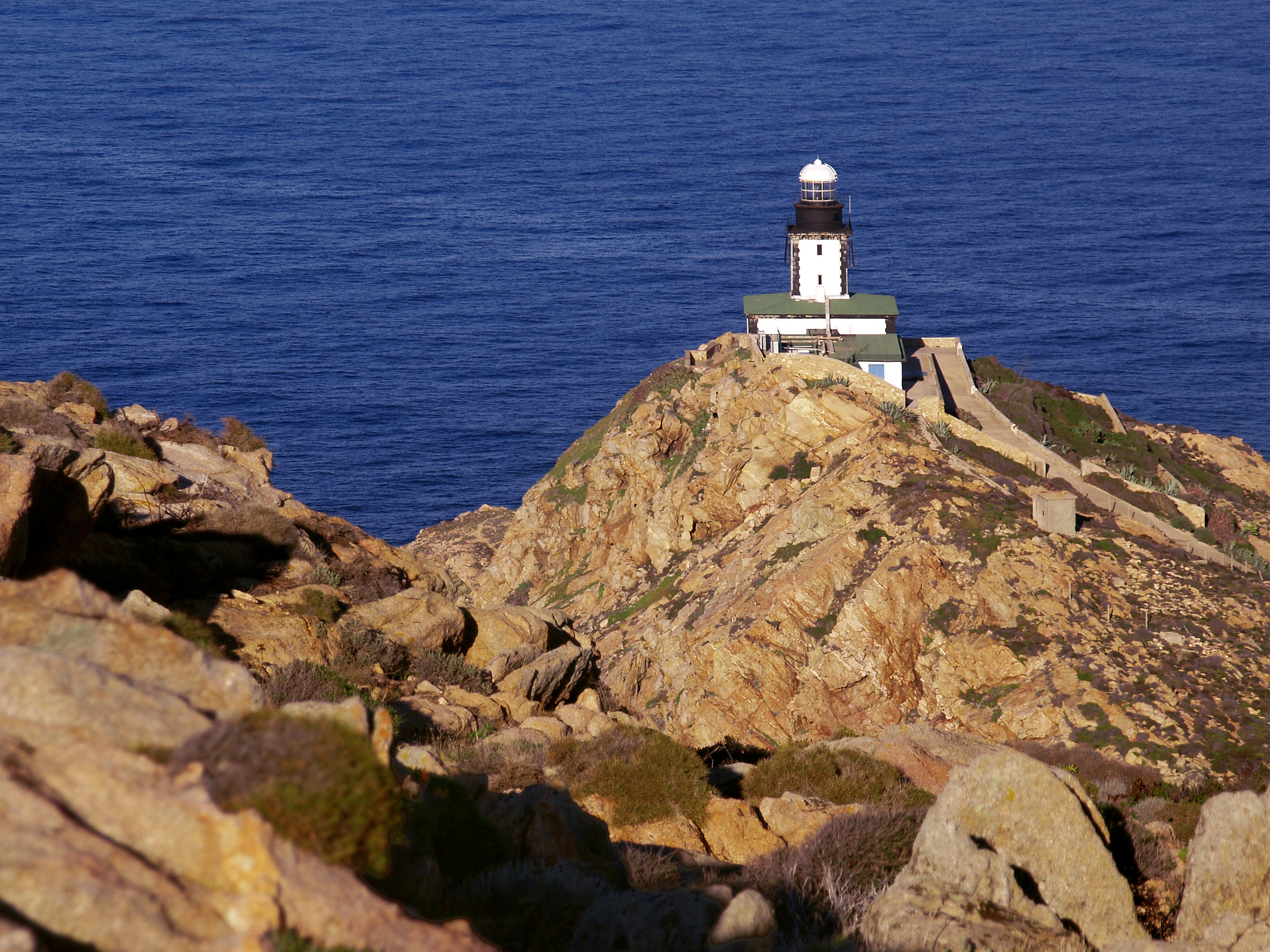
Phare de la Revellata.

Quatre kilomètres de pistes mènent à la pointe de la Revellata où a été implanté un phare à éclat, le phare de la Revellata aussi appelé « Phare du golfe de Calvi ». Comme abrité par celui-ci, le bâtiment de la Stareso a été bâti en dessous, au ras de l'eau. Mis en chantier fin 1838, le phare s'allume en 1844. Ses principales caractéristiques actuelles : 99,50 mètres au-dessus du niveau de la mer, feu à deux éclats blancs toutes les 10 secondes et portée de 21 mille. Propriété de l'État, il apparaît en 2001 au Patrimoine de France comme édifice non protégé MH (Monuments Historiques).

### Patrimoine religieux

#### La cathédrale Saint-Jean-Baptiste

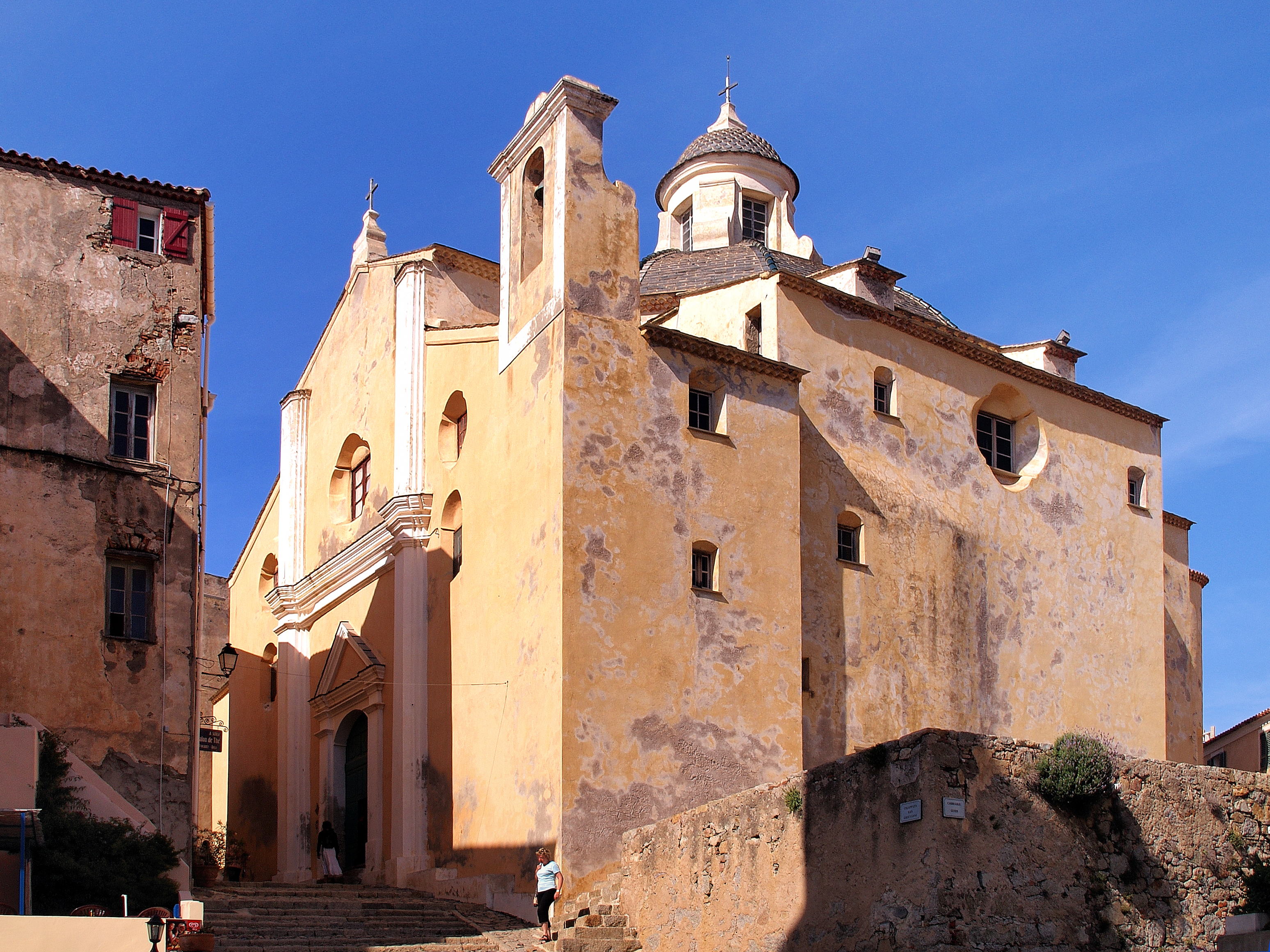
Pro-cathédrale Saint-Jean-Baptiste.

Située dans la Haute-ville dans la forteresse génoise, la Pro-cathédrale Saint-Jean-Baptiste a été dès 1625, la résidence de l'évêque de Sagone.
Sebastiano Albani, l'évêque en titre, devant la menace barbaresque, a fui Vico qui avait servi de résidence, de 1569 à 1625, à quatre évêques de Sagone. Une première fois déjà, en 1569, les évêques avaient fui la cathédrale Sant' Appiano bâtie en bordure de côte à Savone.
L'église primitive dont ne subsistent que quelques éléments, devait dater du début de la Renaissance. Elle a vraisemblablement été détruite en 1555, lors du siège de la ville par les Français alliés aux Turcs, dont les flottes bombardèrent la citadelle. En 1567, la foudre, en tombant sur les magasins à poudre de la citadelle, détruisit l'église. Les travaux de sa reconstruction commencèrent vers 1600 ; mais faute de ressources, le chœur ne fut achevé qu'en 1628. Le reste de l'édifice fut entièrement achevé en 1747.
Loggia et décor intérieur de l'église sont protégés, l'édifice classé Monument historique.
Elle recèle de belles œuvres d'art très anciennes : les fonts baptismaux et le maître-autel en marbre polychrome, le triptyque dans l'abside du XVe siècle et le Christ Noir des Miracles (enfermé dans une niche vitrée dans l'autel de facture italienne à droite du chœur) qui aurait tellement impressionné les Turcs en 1555 qu'ils levèrent le siège de la ville. À gauche de l'autel, la chapelle dédiée à Notre-Dame du Rosaire ornée d'un autel en marbre. De chaque côté du retable se dressent deux colonnes torses de marbre noir.
Notre-Dame du Rosaire est vêtue de sa robe bleue. Le Mercredi saint, elle revêt sa robe noire pour participer à toutes les processions de la semaine sainte calvaise.

#### L'Oratoire Saint-Antoine

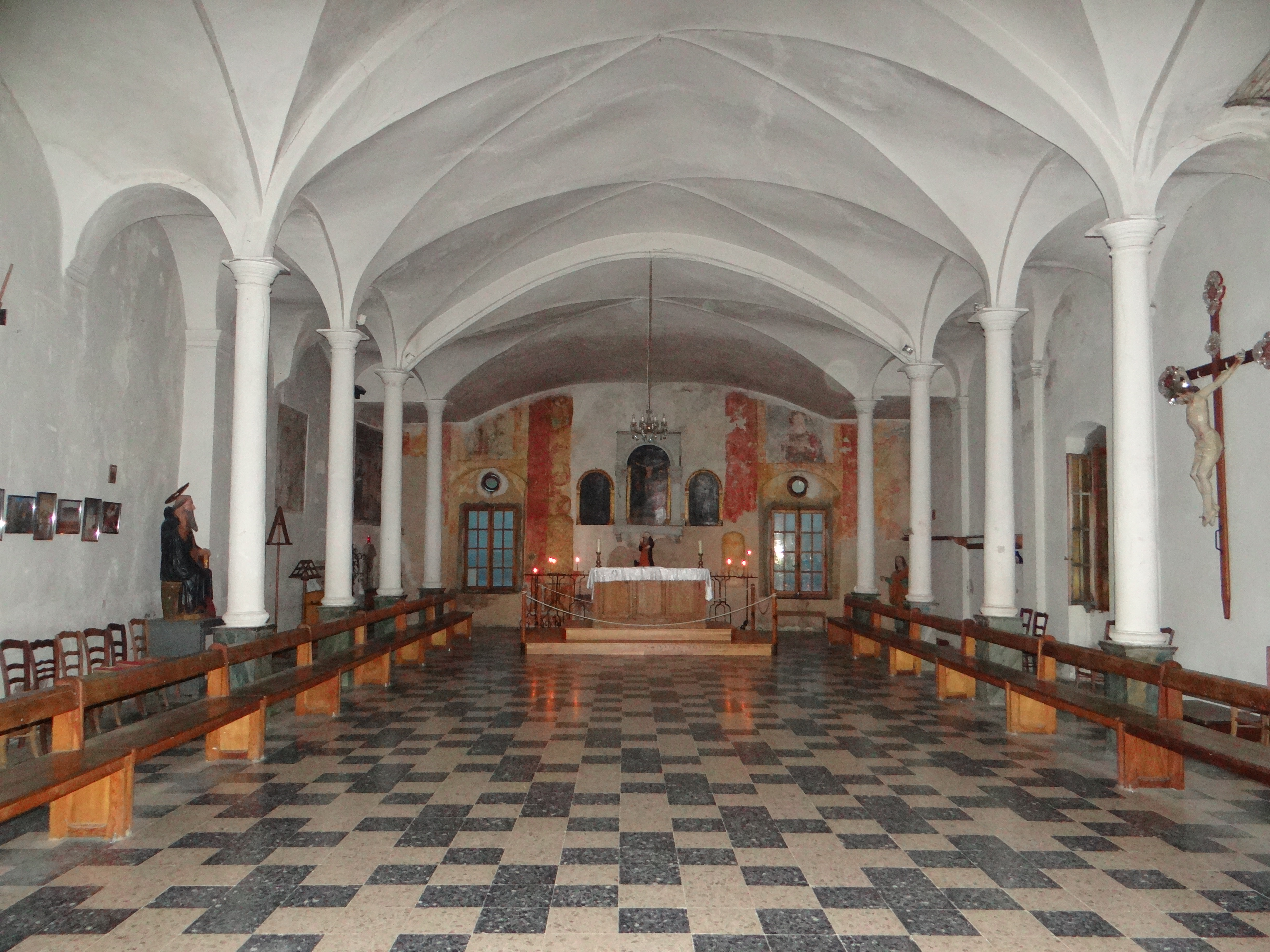
Intérieur de l'oratoire.

L'oratoire Saint-Antoine-Abbé est la chapelle de la confrérie du même nom. Si la confrérie Saint Antoine Abbé de Calvi date du milieu du XIVe siècle, son oratoire (appelé casazza en langue corse) date du début du XVe siècle. Il abrite encore aujourd'hui, contrairement à ce que racontent de nombreux guides, les réunions et les cérémonies de la confrérie (offices des morts, messes, fête patronale, office des Ténèbres, Semaine sainte, etc.) car l'édifice n'a jamais été désacralisé.
Comme la plupart des édifices religieux, la confrérie accepte d'ouvrir ses portes aux manifestations culturelles. Les visiteurs pourront apprécier trois fresques datant des années 1510 et 1513, ainsi qu'un triptyque représentant une crucifixion et l'annonciation, un christ en croix de la fin du XVIIe siècle utilisé encore aujourd'hui pour les cérémonies de la Semaine Sainte, une statue de saint Antoine Abbé assis (XVe s.) et une autre du même saint datant de 2006 et réalisée par l'artiste balanin Toni Casalonga.
La confrérie Saint-Antoine-Abbé de Calvi est l'une des plus actives et dynamiques de Corse. Un important travail de collecte et de restauration de la tradition (chants, processions, offices) a été fait depuis plus de vingt ans, la confrérie est fortement impliquée dans la diffusion de la liturgie en langue corse et est à l'origine d'une traduction en corse du missel romain.
L'oratoire Saint-Antoine est classé Monument historique depuis 1976.

#### Église Sainte-Marie-Majeure

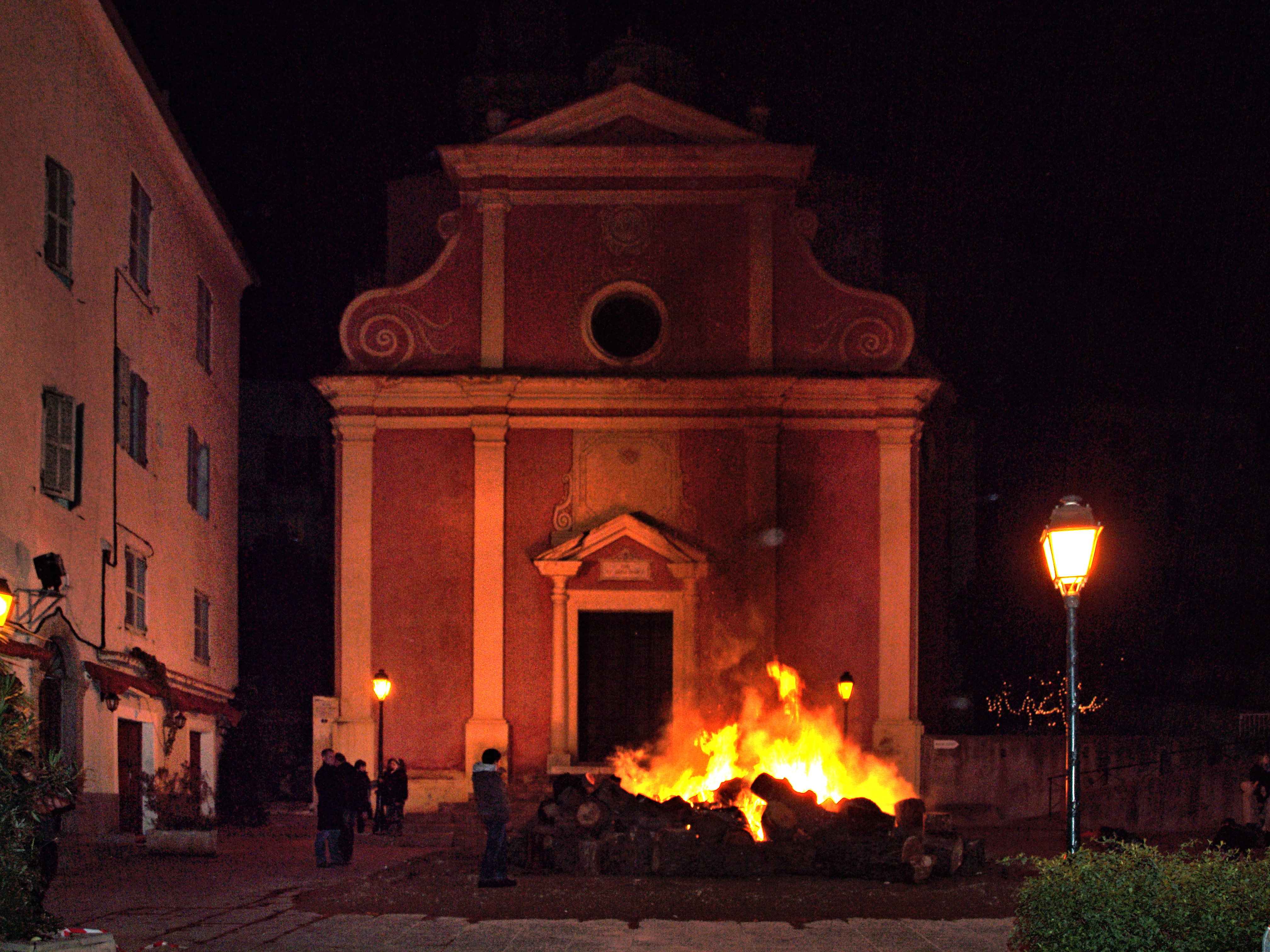
U fucone.

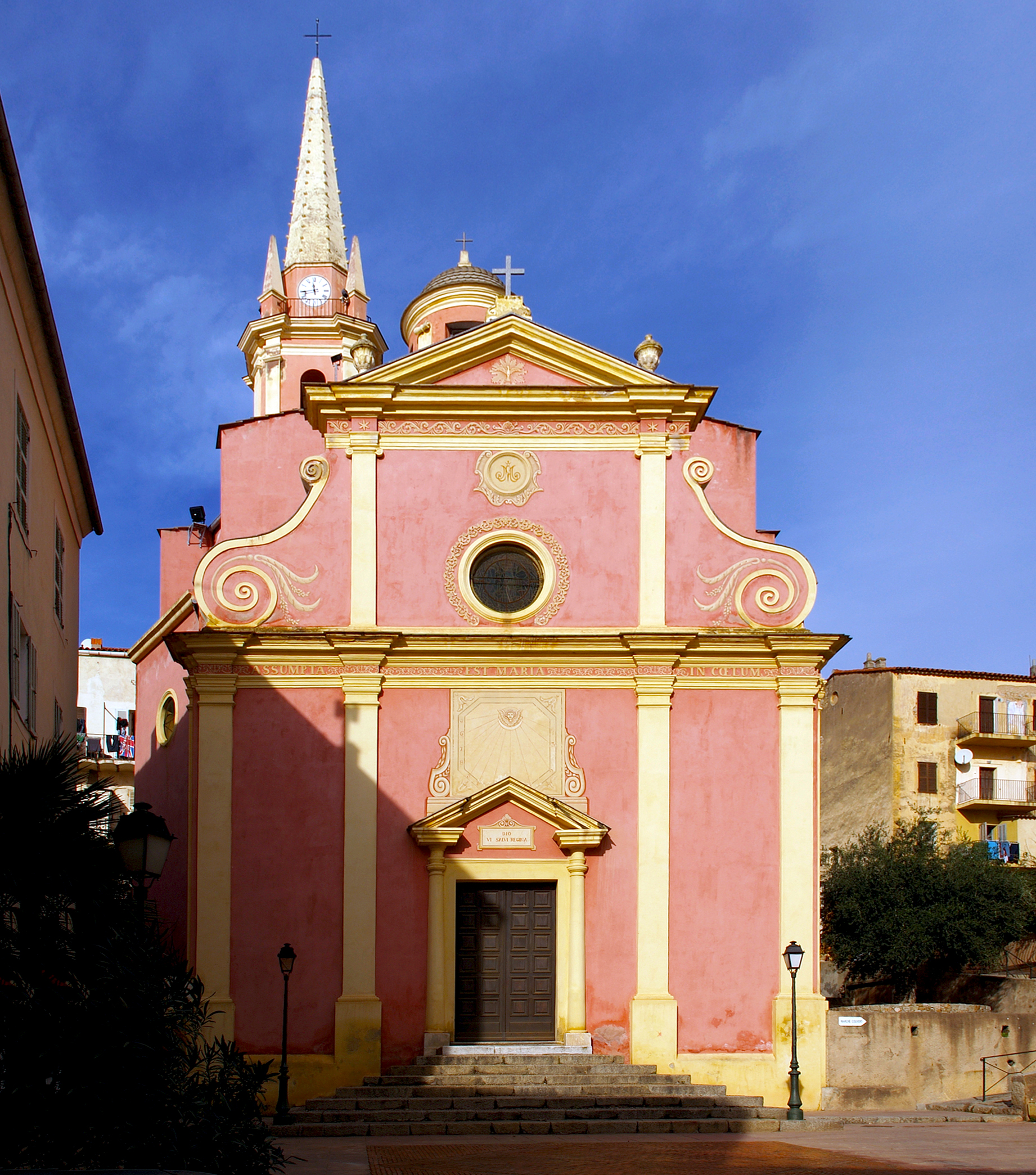
Église Sainte-Marie-Majeure.

De style baroque, elle est peinte en rose et beige et se situe dans la Basse-ville, son parvis ouvrant sur la rue Clemenceau. En 1774, afin de répondre aux besoins d'une population croissante, Calvi édifia l'église dédiée à sainte Marie. Sa construction est achevée à la fin du XIXe siècle.
Selon une légende hagiographique, plusieurs chrétiens y auraient subi le martyre sur ordre de l’empereur Dioclétien. Parmi les victimes, Restituta, une riche patricienne romaine qui, après avoir vécu en Libye, s’était réfugiée à Calvi. Pyrrhus, le préfet de Corse et de Sardaigne, l'avait fait arrêter, juger et longuement supplicier avant de la faire décapiter le 21 mai 304. Sainte patronne de la Balagne, ses cendres reposent aujourd’hui dans l'église Sainte-Restitude à Calenzana où son sarcophage en marbre de Carrare avait été mis au jour en 1951.
Le Vendredi Saint, la Granitula, procession retraçant le long calvaire du Christ portant sa croix et qui démarre à la cathédrale dans la citadelle, marque une pause à l'église Sainte-Marie-Majeure dans laquelle elle pénètre. Ensuite, les confrères tournoient un long moment sur le parvis avant de repartir vers la cathédrale.
Le soir de Noël, sur le parvis de l'église, a lieu u fucone, traditionnel feu en attendant la naissance du Christ. Ce rituel collectif se déroule dans de nombreux villages de l'île.
En période estivale, le parvis est entièrement occupé par les terrasses des deux établissements de restauration qui le bordent.
L'église paroissiale Sainte-Marie Majeure est classée Monument historique.

#### Notre-Dame de la Serra

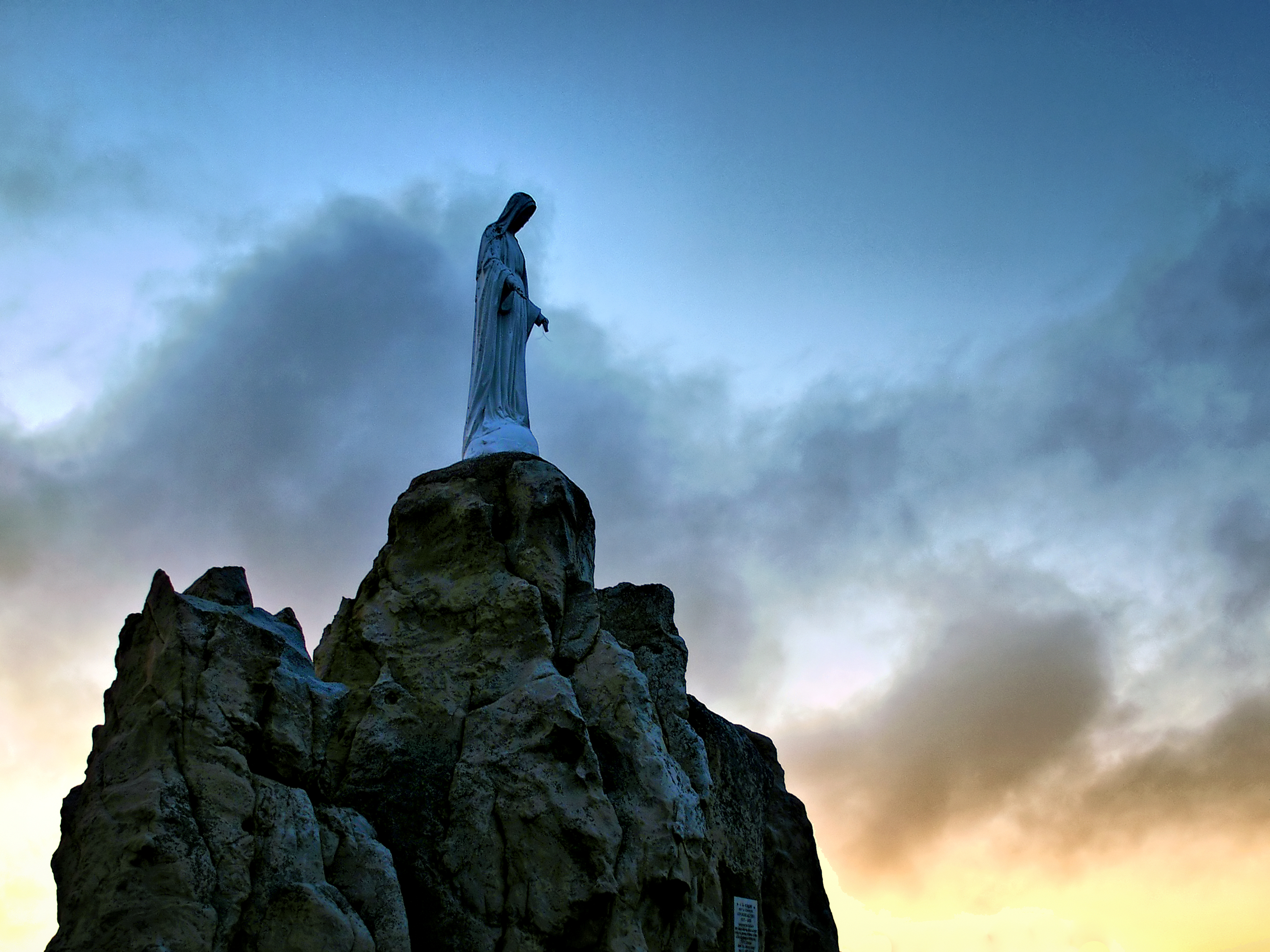
Notre-Dame de la Serra.

Notre-Dame de la Serra est un lieu de pèlerinage (chapelle et statue de la Vierge) situé sur une colline à la sortie de Calvi, en prenant la route de Porto. À un sanctuaire érigé en 1479 et détruit lors du siège de 1794 a succédé l'actuel édifice construit entre 1850 et 1860. La statue a été inaugurée en 1950.
La chapelle domine Calvi et offre un superbe panorama sur tout le golfe. Une statue de Marie (sainte patronne et protectrice de la ville) est dressée sur un rocher voisin. Une célébration a lieu chaque année le 8 septembre, fête de la Nativité.
La vedette SNS 128 de la station SNSM de Calvi a été baptisée "Notre Dame de la Serra" en 2014.

#### Autres patrimoines religieux

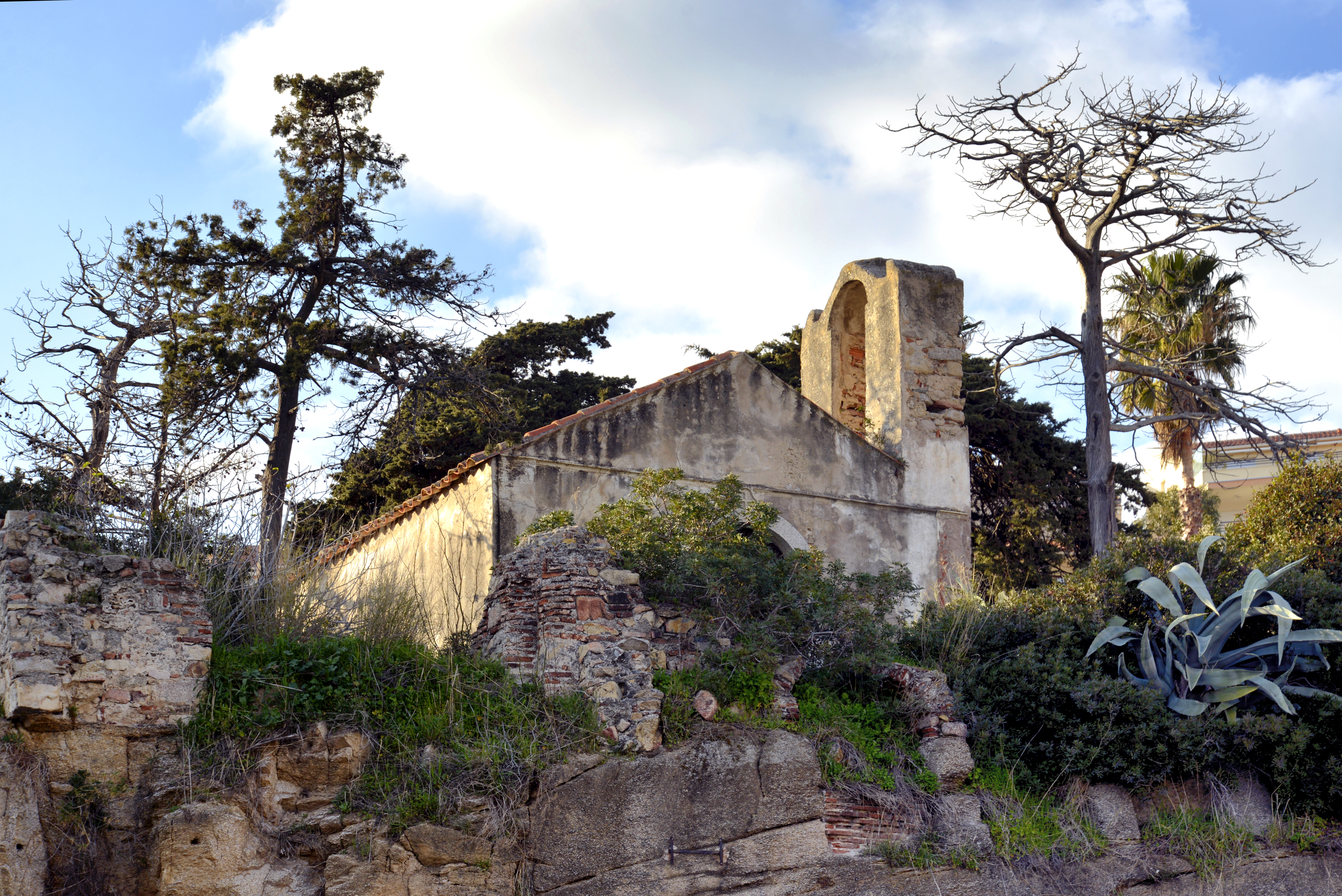
Ancienne chapelle Santa Maria Vecchia.

- Chapelle Notre Dame de Loreto (Madonna di Loretu) proche de la mairie.
- Chapelle Santa Maria Vecchia ruinée, située dans le centre-ville, en face la sous-préfecture, surplombant l'avenue de la République (RN 197). La chapelle Santa Maria avait été élevée au début du XVIIe siècle ; elle prend plus tard le nom de Santa Maria Vecchia. Cette chapelle funéraire est tout ce qui reste de l'ancienne basilique Santa Maria. Le cimetière aux alentours a continué d’être fréquenté jusqu'au XIXe siècle par les Calvais très attachés au site de cette vieille basilique.
- Notre-Dame de la mer : Vierge haute de soixante centimètres; sculptée et offerte par Anne-Marie Moretti. Elle a été immergée en 2004 par 20 m de profondeur au large de la pointe Saint-François[80].

### Patrimoine culturel

#### Les fortifications de la colline Mozzello
Les fort Mozzelo et ses dépendances, construit en 1756, et fort Charlet construit moins d'un siècle plus tard, désaffecté depuis longtemps et qui avaient eu diverses affectations au cours des temps, connaissent un nouveau destin. Propriété de la CTC depuis 2005, les deux bastions accueillent de nos jours, le Centre de conservation-restauration du patrimoine mobilier de Corse (CCRPMC).

### Patrimoine naturel

#### Espace protégé et géré
Site naturel de la Revellata
Le 1er janvier 1994, le Conservatoire du littoral a acquis 62,661 3 ha (surface calculée) de la presqu'île, soit deux grandes parcelles distinctes :
- la partie septentrionale, située à l'intérieur d'un quasi triangle formé par Punta Rossa à l'ouest, l'anse de l'Oscelluccia à l'est et l'anse de Portu Vecchiu au sud ;
- la partie méridionale qui est une bande de terre comprise entre les côtes de l'anse Recisa à l'ouest et les côtes au nord de Grotta Niella, lieu-dit au nord de la plage de l'Alga dans le golfe de la Revellata à l'Est.

Sa zone d'intervention porte sur l'ensemble de la presqu'île.
La presqu'île est devenue un site naturel inscrit qui a pour nom Punta di la Revellata (pointe de Revellata). Proche de l'important pôle touristique qu'est Calvi, le site est sensible. Il est désormais protégé pour sa biodiversité. On y découvre des espèces végétales comme l'armeria de Soleirol (armeria soleirolii), une plante herbacée endémique, le ficoide doux ou griffe de sorcière (Carpobrotus edulis), le tamaris d'Afrique (Tamarix africana), le tartonraire (Thymelaea tartonraira) sous-arbrisseau qui croît sur les terrains sablonneux et rocailleux de la région méditerranéenne, souvent à proximité du littoral, et le fragon, petit houx (Ruscus aculeatus).
La faune y est également représentée par bon nombre d'espèces protégées. Tous les reptiles, les mammifères excepté le sanglier, les oiseaux et les batraciens qu'on peut y rencontrer sont protégés.
Le site naturel de la Revellata est repris à l'Inventaire national du patrimoine naturel sous la fiche FR1100050 - REVELLATA.

#### ZNIEFF
Calvi est concernée par six ZNIEFF de 2e génération :
Presqu'île de la Revellata
La zone couvre une superficie de 258 ha de la commune. La presqu'île se situe sur la côte nord occidentale et ferme à l'ouest le golfe de Calvi. Orientée nord-sud, elle est un promontoire rocheux de 2 500 m de longueur qui s'avance en mer. La Revellata a connu autrefois une exploitation agro-pastorale dont les traces sont encore perceptibles.
Pinède de Calvi
D'une superficie de 28 ha sur la seule commune de Calvi, la zone occupe le fond du golfe de Calvi, à l’ouest de l’agglomération calvaise. Elle s’étend d’est en ouest, de l’embouchure de la Figarella jusqu'aux terrains situés en arrière du camping de Padulella. Seul espace boisé du littoral de la Balagne, elle constitue une véritable coupure verte au sein même de l’agglomération de Calvi. La zone accueille une forte empreinte humaine très perturbatrice sur la naturalité du site.
Côte rocheuse et falaises maritimes de Capu Cavallu
Situé entre Calvi et Galéria, le site de Capu Cavallu s'étend sur plus de quinze kilomètres de longueur entre la presqu’île de la Revellata et la baie de Crovani. Sa superficie est de 1 119 ha et concerne Calvi et Calenzana. L’urbanisation est quasi absente.
Embouchure de la Figarella
La zone occupe 103 ha de la commune. L’embouchure de la Figarella est située dans le golfe de Calvi, à environ 2 km à l’est de la ville. Elle est séparée de l’embouchure du Fiume Seccu par le terrain militaire du Camp Raffali. Le facteur d'évolution le plus important sur la zone est l'évolution des infrastructures touristiques, en particulier un projet de port fluvial à l'embouchure de la Figarella.
Massif rocheux de Monte Cintu à Capu di a Veta
Sa superficie est de 2 433 ha et concerne Calvi et Calenzana. La zone est centrée sur un massif rocheux de moyennes altitudes localisé en limite ouest de la Balagne, entre Calvi au nord et le col de Marsolino au sud. Ce massif comprend le Capu Pianu (848 m), le Monte Cintu (801 m), le Capu di a Conca (725 m) et le Capu di a Veta (703 m) lesquels constituent une chaîne de reliefs rocheux escarpés. Elle est favorable à l'élevage extensif susceptible de s'accentuer.
Monte Cintu, Capu di a Conca et Capu Rutalbu (Balagne)
La zone concerne Calvi et Calenzana sur une superficie de 416 ha. Elle est centrée sur un massif rocheux de moyennes altitudes localisé en limite ouest de la Balagne, sur les hauteurs de Calvi. Elle est divisée en trois parties correspondant chacune à un sommet et à la présence d'espèces patrimoniales. Elle est favorable à l'élevage extensif susceptible de s'accentuer.

#### Natura 2000

##### Sites d'importance communautaire
Porto/Scandola/Revellata/Calvi/Calanches de Piana (zone terrestre et marine) : il s'agit d'un site d'importance communautaire (SIC) de la directive Habitats, faune, flore, d'une superficie de 50 227 ha. Ensemble de côtes rocheuses et de fonds marins remarquables dont l'intégrité est unique en Europe, il est inscrit à l'Inventaire national du patrimoine naturel sous la fiche FR9400574.

### Personnalités liées à la commune
Originaires de Calvi

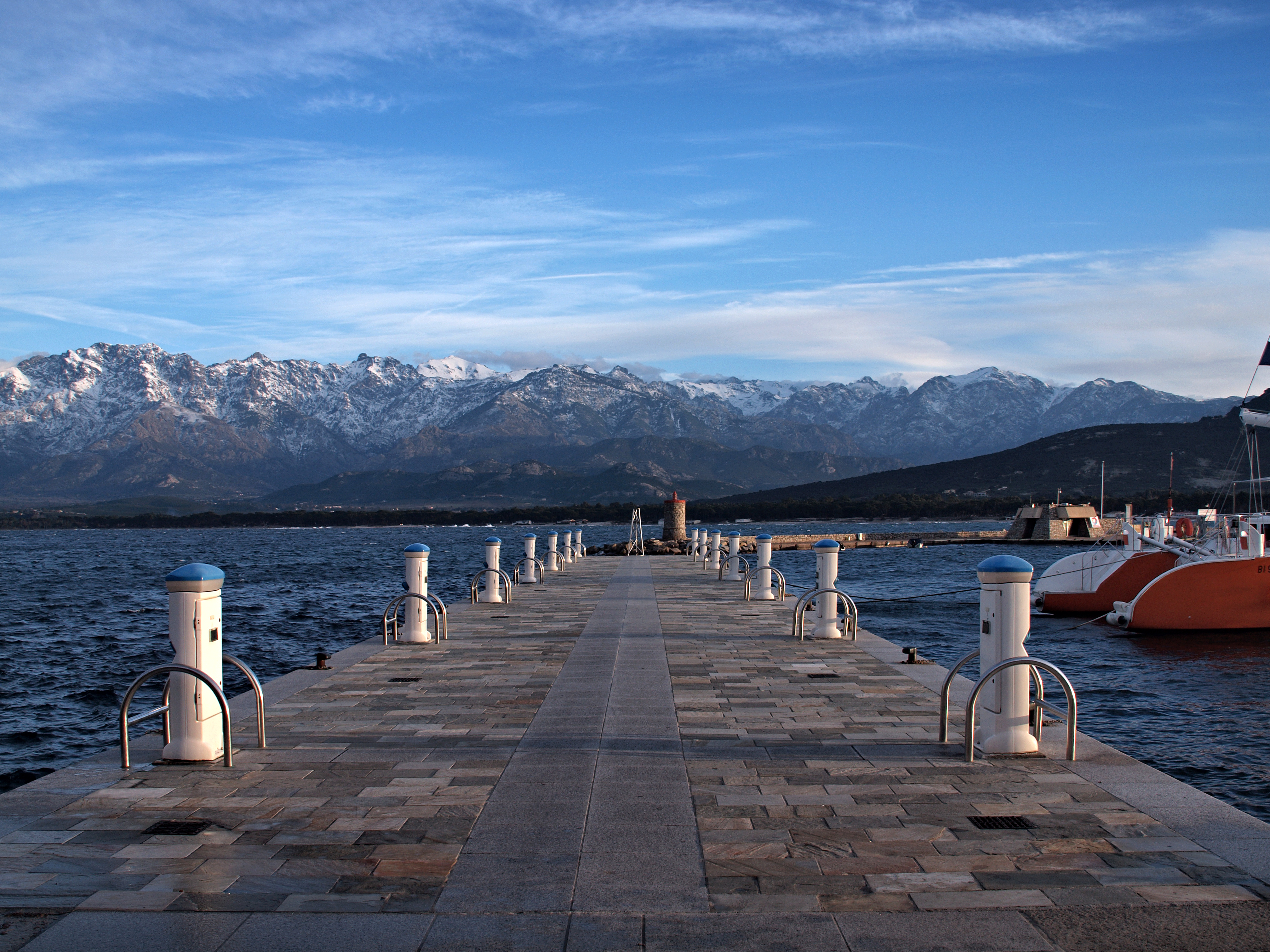
Quai d'Honneur Jacques-et-Marc-Linski.

- Christophe Colomb. Bien que de nombreuses théories sur l'origine de Christophe Colomb existent, les Calvais soutiennent volontiers les thèses historiennes sur son origine calvaise. Il serait né au moment où Calvi appartenait à la République de Gênes. Pour signaler ce fait, des panneaux ont été placés aux entrées de la ville et son effigie a été apposée aux pieds de la citadelle calvaise. Aucun élément historique ne vient cependant confirmer cette hypothèse très controversée.
- Giovanni da Santo Pietro (Calvi vers 1450 - Lima, Perù 1532), moine franciscain. On a prétendu qu’il était un ami de Christophe Colomb[92].
- Antoine-Jean Mattei, dit Joannes Calvius (Calvi 1499 - Trento, Italia 1547), franciscain, définiteur général de l’Ordre en 1535. Il participait au concile de Trente comme définiteur en théologie, légat du pape lorsqu’il est mort. Il a créé le mont-de-piété de Rome en 1539. Il avait commencé à écrire une chronique de son temps avec le titre De Justificazione[92].
- Libertat, famille marseillaise d’origine Calvaise. À la fin du XVIe siècle, Pierre Baglione et d’autres Corses empêchent que la place de Marseille soit livrée aux Espagnols. En 1596, Henri IV aurait dit : « C’est maintenant que je suis roi »[92].
- Vincent Guibega (Calvi 1761-1800), vicaire général de l’évêque de Sagone, attaché à l’ambassade de France à Gênes (1784), juge au tribunal d’Appel d’Ajaccio (1800), poète, membre de l’Accademia Ligustica degl’Industriosi[92].
- Jacques et Marc Cviklinski, dit « Linski » ; le Quai d'honneur porte le nom de ces deux navigateurs calvais disparus tragiquement en mer le 2 février 1996[93]. Fils et petit-fils de Stanislas Cviklinski[94], ami et médecin d'Albert Camus.
- Théodore Alfonsi (Calvi 1832 - Paris 1880), poète, auteur d’une Histoire de Calvi et d’un Essai d’Histoire de la Corse[92].
- Sébastien Caraffa (Calvi 1864 - Bastia 1936), avocat, historien de la ville de Bastia. Il a traduit de l’anglais, et publié dans le Bulletin de la Société des Sciences Historiques et Naturelles de la Corse (BSSHNC), la correspondance d’Elliot et de Nelson sur la Corse[92].
- Antoine-Louis Manceaux (Calvi 1862 - Beauvais, Oise 1939), professeur de dessin, peintre[92].
- Charles-Jacob Marchal (Calvi 1815 - 1875), professeur agrégé d’Hygiène à la faculté de Paris. Il a publié une étude sur les eaux thermales de Corse en 1855[92].

Autres

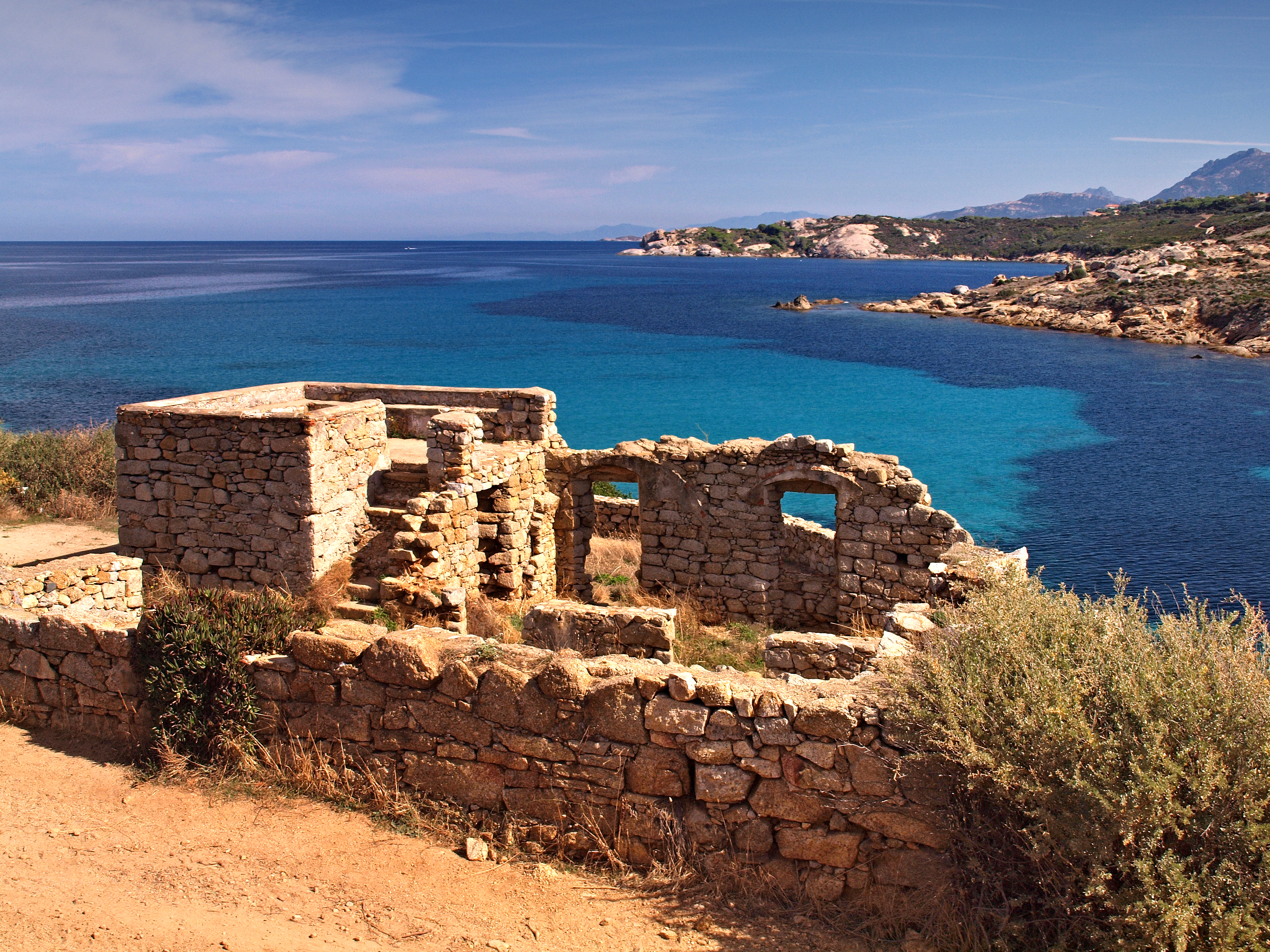
Grotta Niella, résidence princière.

- Pierre-Napoléon Bonaparte, plus connu sous l'appellation de « Prince Pierre ». En 1852 il s'installa avec son épouse Éléonore-Justine Ruffin, dite « Nina », à Grotta Niella, dans une maison en bordure de mer, dominant la plage de l'Alga au fond du golfe de la Revellata et à quatre kilomètres au sud de Calvi. De cette demeure, il ne reste que des ruines. Il en est de même de sa résidence de chasse à Luzzipeo, sur le territoire voisin de la commune de Calenzana (versant Filosorma).
- François-Antoine Mariani (Corbara 1715 - Calvi 1779), moine franciscain, docteur en théologie de l’Université d’Alcala, recteur et professeur de droit civil, de droit canonique et d’éthique à l’Université de Corte en 1765. Directeur du collège de Calvi en 1776[92].
- Horatio Nelson. (Burnham Thorpe, Norfolk 1758 - en mer à Trafalgar 1805), amiral. Participe au siège de Calvi en mai 1794. Il protégea l’embarquement des Anglais qui quittaient la Corse en octobre 1796[92].
- Louis Orticoni (Munticellu 1766-1844), commandant de la place de Calvi pendant les Cent-Jours[92].
- Adolphe Landry, natif d'Ajaccio, fut maire de Calvi et ministre du Travail et de la Prévoyance sociale sous la Troisième République, du 27 janvier 1931 au 20 février 1932. Le quai du port porte son nom.
- Jacques Higelin est un habitué de la ville de Calvi et y a consacré la chanson La Ballade de chez Tao.
- Jean Masson, homme politique, est mort à Calvi en 1964.

### Héraldique
| Blason de Calvi | Blason  | D'argent à la croix de gueules.                  |
| Blason de Calvi | Détails | Le statut officiel du blason reste à déterminer. |

## Galerie

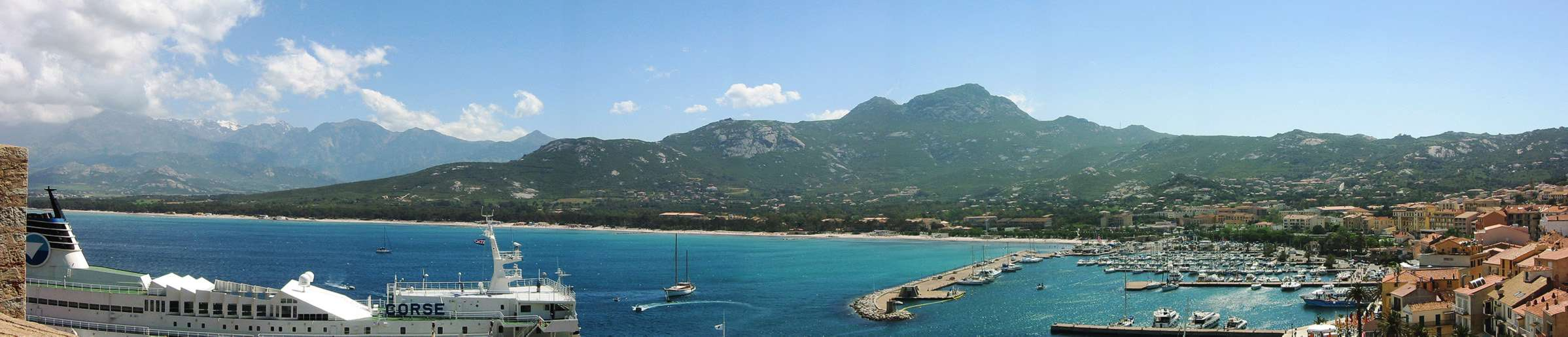
Panorama de la baie de Calvi, depuis la citadelle.
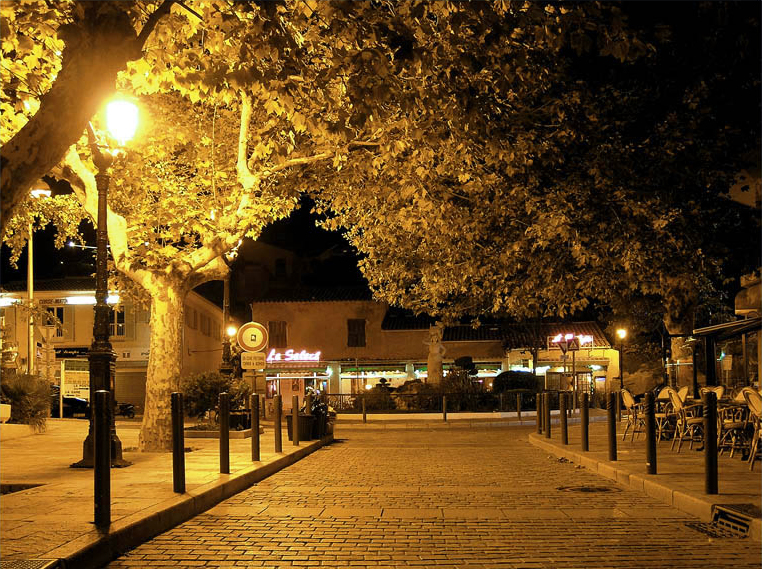
Place de la Porteuse-d'Eau.
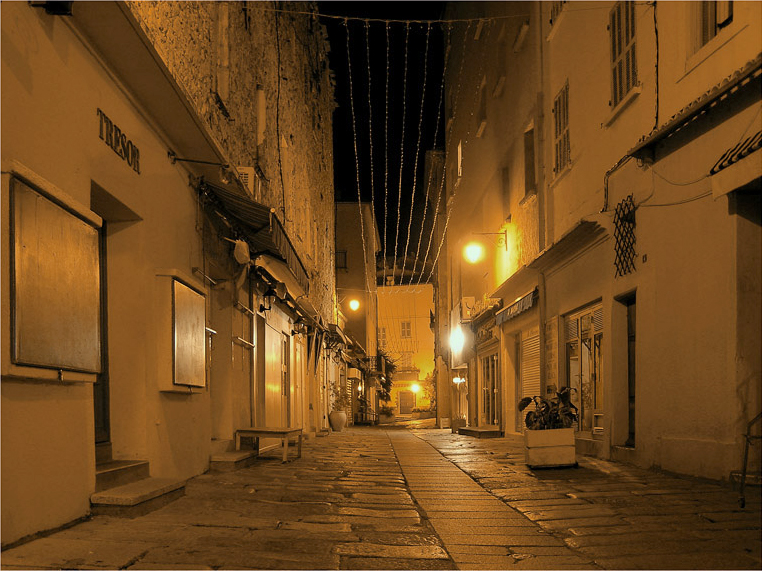
Rue Clemenceau.
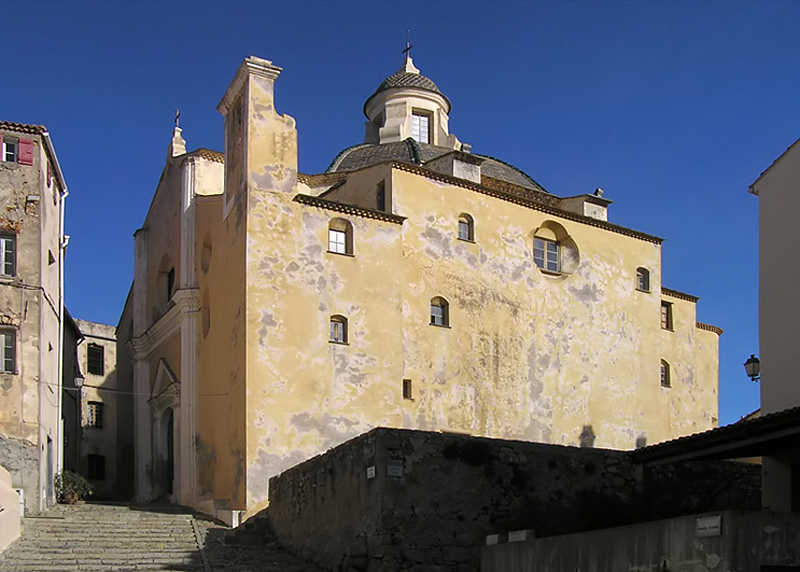
Cathédrale Saint-Jean-Baptiste.
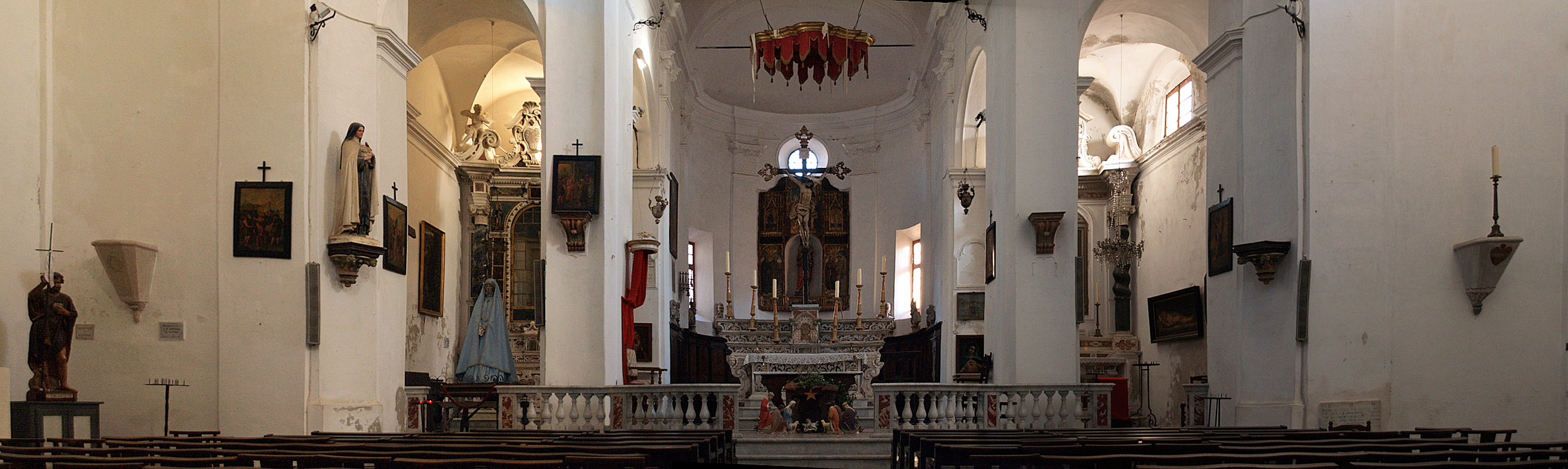
Intérieur de la cathédrale Saint-Jean-Baptiste.
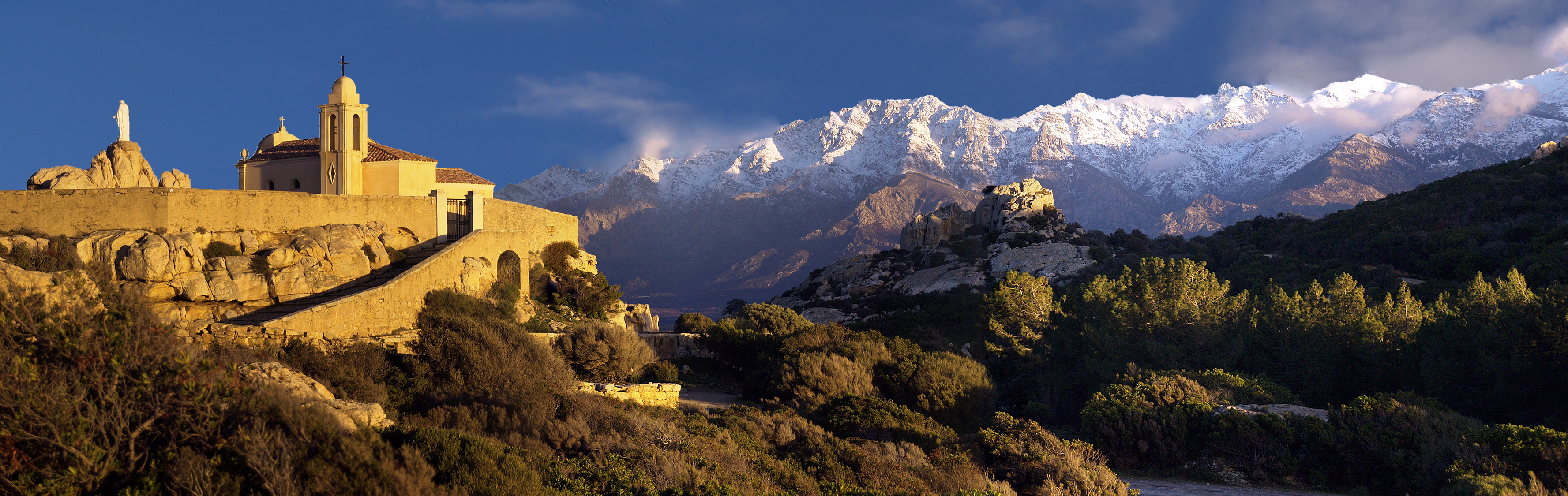
Calvi, N.-D. de la Serra.
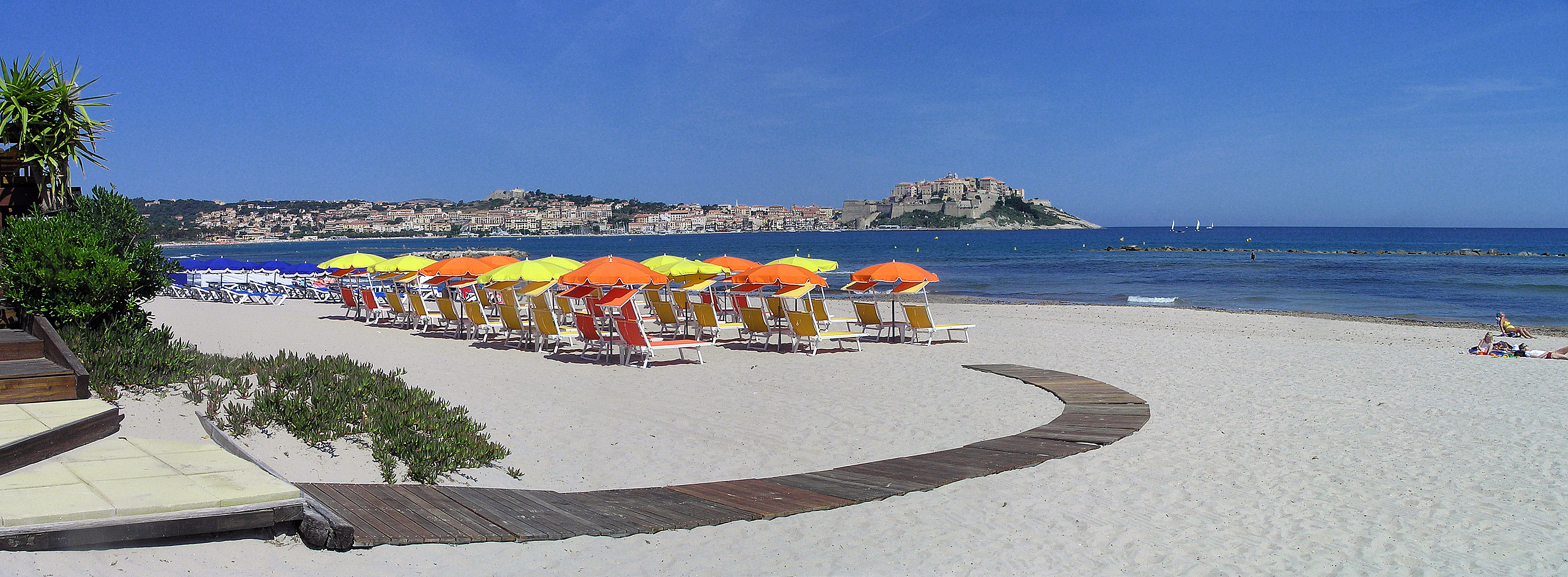
Plage de la Pinède.
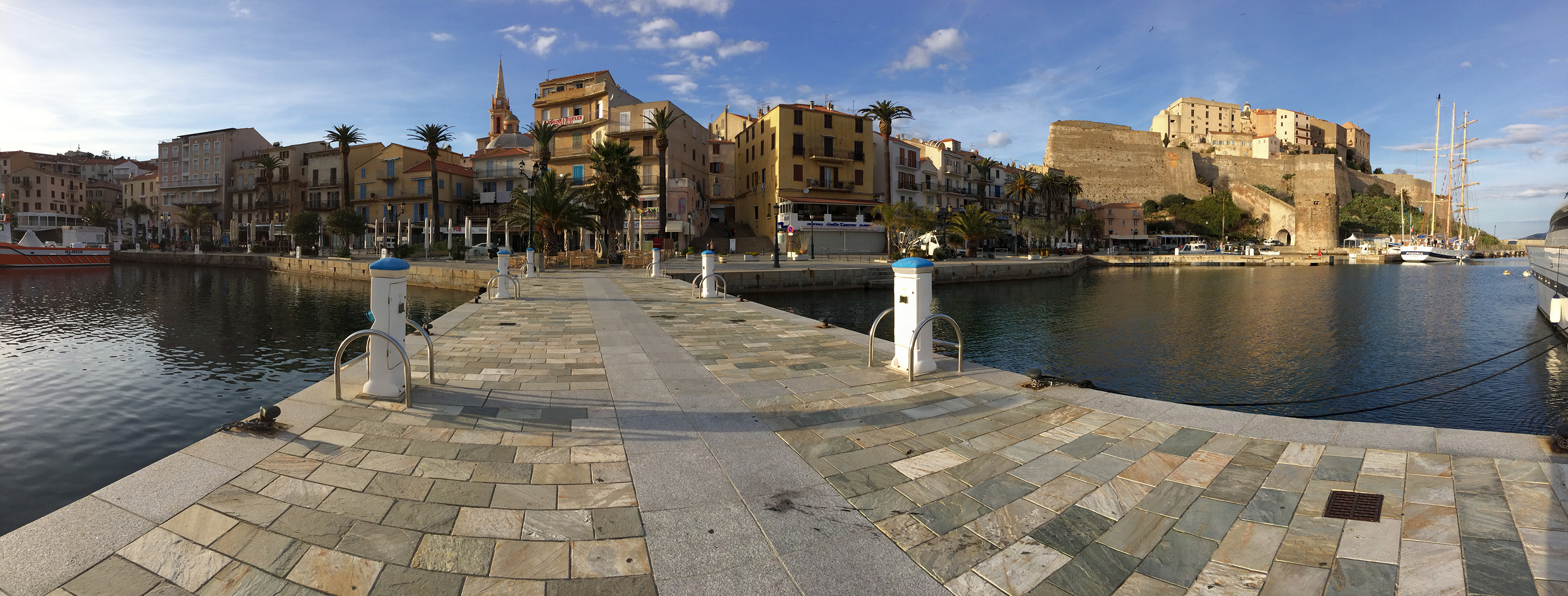
Quai d'honneur du port de Calvi.
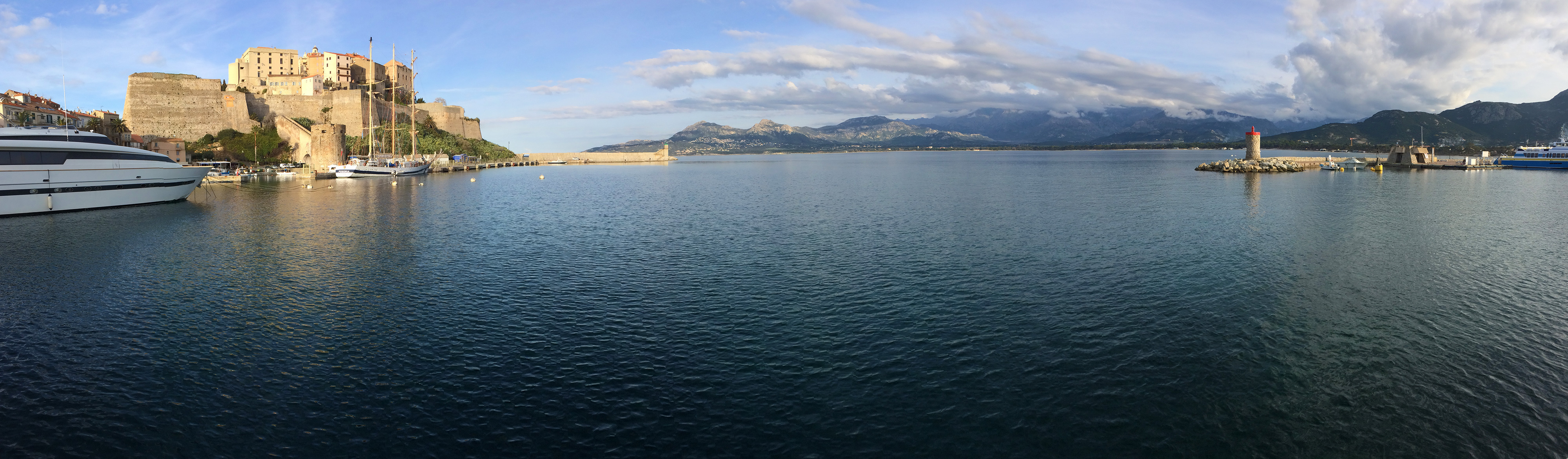
Citadelle de Calvi.
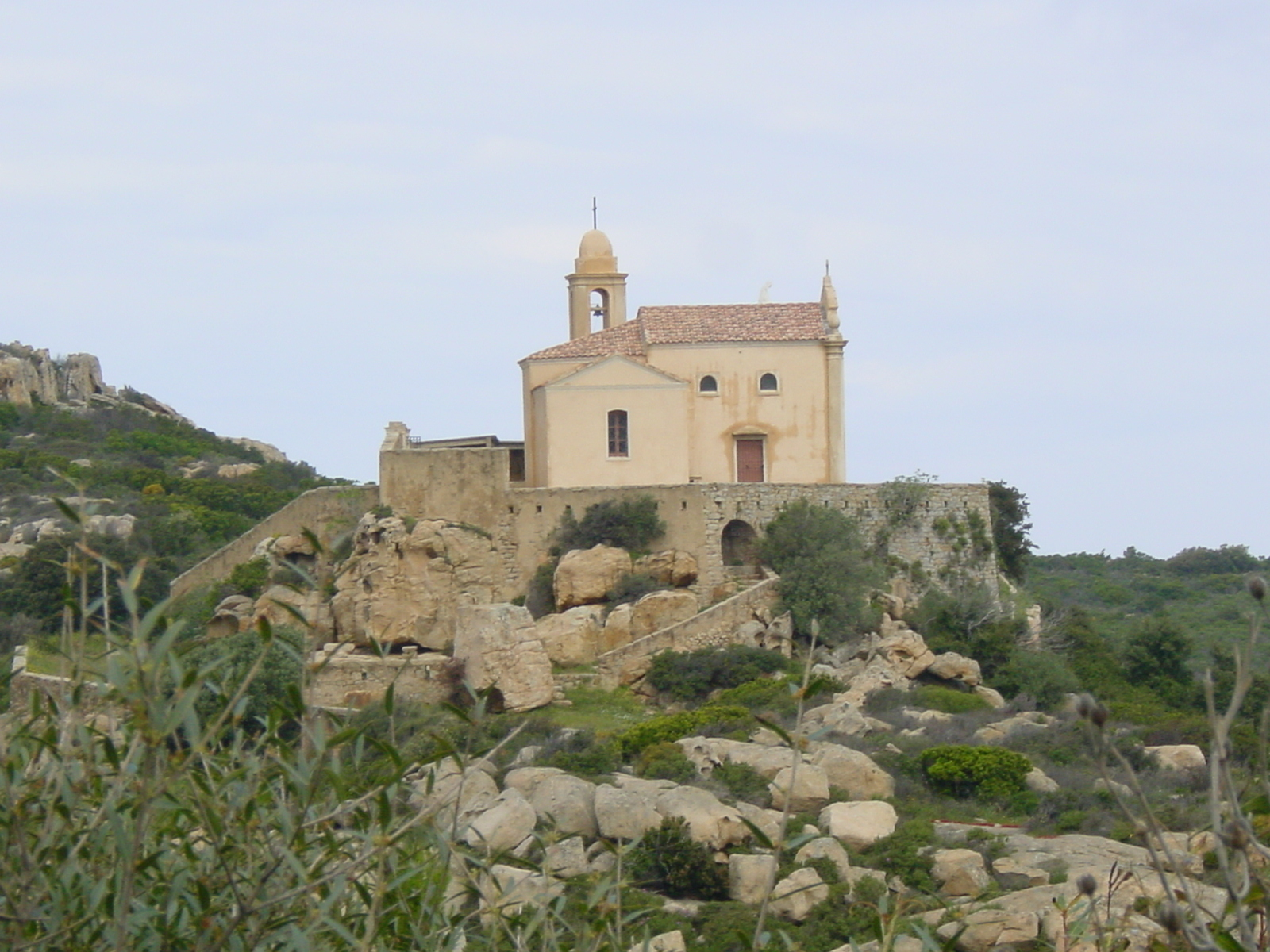
Chapelle de Notre-Dame de la Serra.
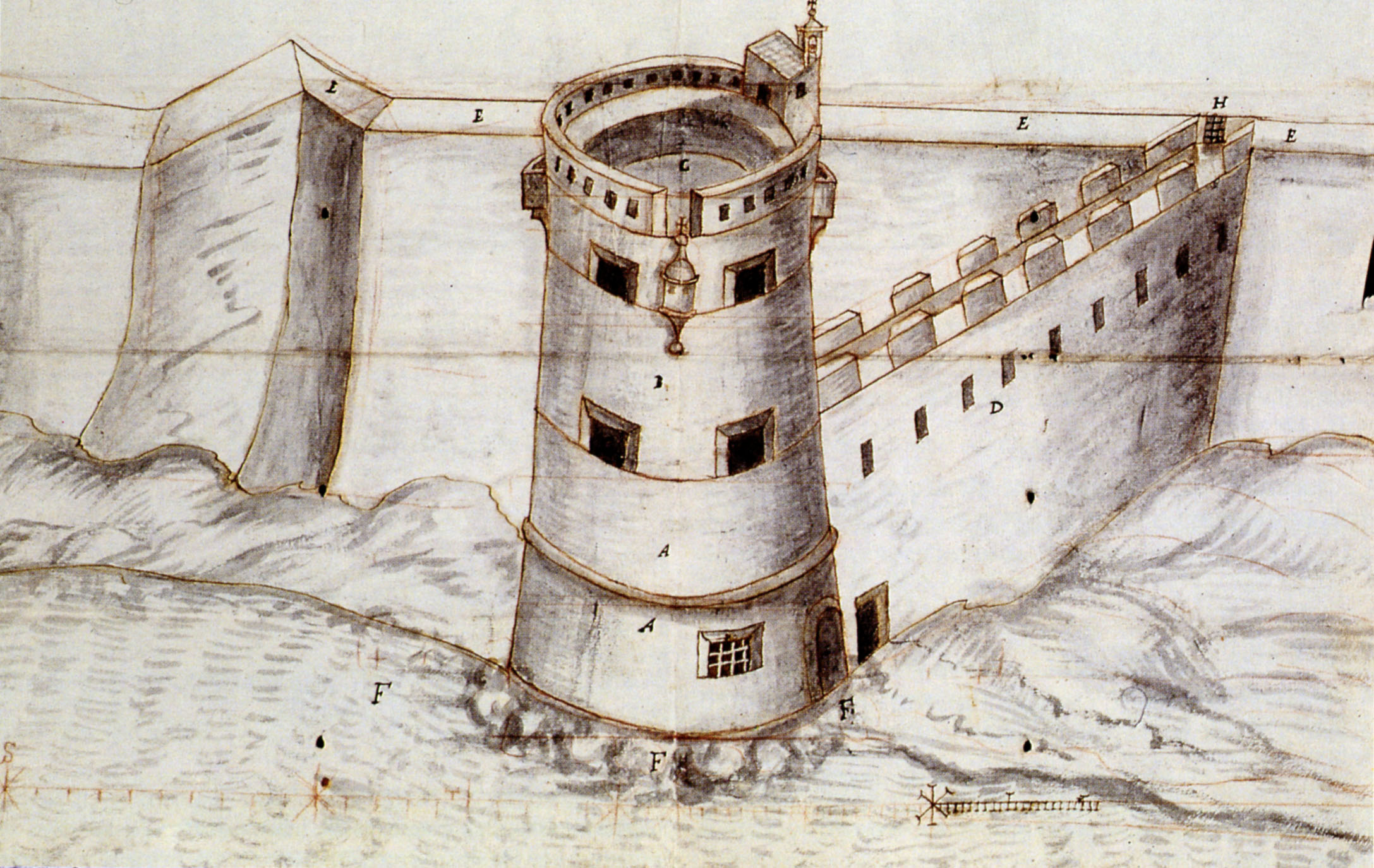
Dessin de la Tour du sel et de sa caponnière daté de 1700.